# Séries éliminatoires de la Coupe Stanley 2009
Année précédente Année suivante
Les séries éliminatoires de la Coupe Stanley 2009 font suite à la saison 2008-2009 de la Ligue nationale de hockey.

## Arbre de qualification
Les huit premiers de la saison régulière dans chaque association sont qualifiés pour les séries éliminatoires ; l'équipe la mieux classée est opposée à la moins bien classée, la deuxième à la septième, la troisième à la sixième et la quatrième à la cinquième. Toutes les séries sont jouées au meilleur des sept matchs. Les deux premiers matchs sont joués chez l'équipe la mieux classées à l'issue de la saison puis les deux suivants sont joués chez l'autre équipe. Si une cinquième, une sixième voire une septième rencontre sont nécessaires, elles sont jouées alternativement chez les deux équipes en commençant par la mieux classée.
Lors du deuxième tour des séries, les quatre équipes restantes dans chaque association sont opposées suivant le même principe : la meilleure est opposée à la moins bonne et les deux autres se rencontrent, toujours en jouant les deux premiers matchs chez la mieux classée.
|  | Quarts de finale d'association | Quarts de finale d'association | Quarts de finale d'association |   |                        | Demi-finales d'association | Demi-finales d'association | Demi-finales d'association |  |   | Finales d'association     | Finales d'association | Finales d'association |  |   | Finale de la Coupe Stanley | Finale de la Coupe Stanley | Finale de la Coupe Stanley |
|  |                                |                                |                                |   |                        |                            |                            |                            |  |   |                           |                       |                       |  |   |                            |                            |                            |
|  | 1                              | Bruins de Boston               | 4                              |   |                        |                            |                            |                            |  |   |                           |                       |                       |  |   |                            |                            |                            |
|  | 8                              | Canadiens de Montréal          | 0                              |   |                        |                            |                            |                            |  |   |                           |                       |                       |  |   |                            |                            |                            |
|  | 8                              | Canadiens de Montréal          | 0                              |   | 1                      | Bruins de Boston           | 3                          |                            |  |   |                           |                       |                       |  |   |                            |                            |                            |
|  |                                |                                |                                |   | 1                      | Bruins de Boston           | 3                          |                            |  |   |                           |                       |                       |  |   |                            |                            |                            |
|  |                                | 6                              | Hurricanes de la Caroline      | 4 |                        |                            |                            |                            |  |   |                           |                       |                       |  |   |                            |                            |                            |
|  | 3                              | 6                              | Hurricanes de la Caroline      | 4 | Devils du New Jersey   | 3                          |                            |                            |  |   |                           |                       |                       |  |   |                            |                            |                            |
|  | 3                              |                                |                                |   | Devils du New Jersey   | 3                          |                            |                            |  |   |                           |                       |                       |  |   |                            |                            |                            |
|  | 6                              | Hurricanes de la Caroline      | 4                              |   |                        |                            |                            |                            |  |   |                           |                       |                       |  |   |                            |                            |                            |
|  | 6                              | Hurricanes de la Caroline      | 4                              |   |                        |                            |                            |                            |  | 6 | Hurricanes de la Caroline | 0                     |                       |  |   |                            |                            |                            |
|  | Association de l'Est           |                                |                                |   |                        |                            |                            |                            |  | 6 | Hurricanes de la Caroline | 0                     |                       |  |   |                            |                            |                            |
|  |                                | 4                              | Penguins de Pittsburgh         | 4 |                        |                            |                            |                            |  |   |                           |                       |                       |  |   |                            |                            |                            |
|  | 2                              | 4                              | Penguins de Pittsburgh         | 4 | Capitals de Washington | 4                          |                            |                            |  |   |                           |                       |                       |  |   |                            |                            |                            |
|  | 2                              |                                |                                |   | Capitals de Washington | 4                          |                            |                            |  |   |                           |                       |                       |  |   |                            |                            |                            |
|  | 7                              | Rangers de New York            | 3                              |   |                        |                            |                            |                            |  |   |                           |                       |                       |  |   |                            |                            |                            |
|  | 7                              | Rangers de New York            | 3                              |   | 2                      | Capitals de Washington     | 3                          |                            |  |   |                           |                       |                       |  |   |                            |                            |                            |
|  |                                |                                |                                |   | 2                      | Capitals de Washington     | 3                          |                            |  |   |                           |                       |                       |  |   |                            |                            |                            |
|  |                                | 4                              | Penguins de Pittsburgh         | 4 |                        |                            |                            |                            |  |   |                           |                       |                       |  |   |                            |                            |                            |
|  | 4                              | 4                              | Penguins de Pittsburgh         | 4 | Penguins de Pittsburgh | 4                          |                            |                            |  |   |                           |                       |                       |  |   |                            |                            |                            |
|  | 4                              |                                |                                |   | Penguins de Pittsburgh | 4                          |                            |                            |  |   |                           |                       |                       |  |   |                            |                            |                            |
|  | 5                              | Flyers de Philadelphie         | 2                              |   |                        |                            |                            |                            |  |   |                           |                       |                       |  |   |                            |                            |                            |
|  | 5                              | Flyers de Philadelphie         | 2                              |   |                        |                            |                            |                            |  |   |                           |                       |                       |  | 4 | Penguins de Pittsburgh     | 4                          |                            |
|  |                                |                                |                                |   |                        |                            |                            |                            |  |   |                           |                       |                       |  | 4 | Penguins de Pittsburgh     | 4                          |                            |
|  |                                | 2                              | Red Wings de Détroit           | 3 |                        |                            |                            |                            |  |   |                           |                       |                       |  |   |                            |                            |                            |
|  | 1                              | 2                              | Red Wings de Détroit           | 3 | Sharks de San José     | 2                          |                            |                            |  |   |                           |                       |                       |  |   |                            |                            |                            |
|  | 1                              |                                |                                |   | Sharks de San José     | 2                          |                            |                            |  |   |                           |                       |                       |  |   |                            |                            |                            |
|  | 8                              | Ducks d'Anaheim                | 4                              |   |                        |                            |                            |                            |  |   |                           |                       |                       |  |   |                            |                            |                            |
|  | 8                              | Ducks d'Anaheim                | 4                              |   | 2                      | Red Wings de Détroit       | 4                          |                            |  |   |                           |                       |                       |  |   |                            |                            |                            |
|  |                                |                                |                                |   | 2                      | Red Wings de Détroit       | 4                          |                            |  |   |                           |                       |                       |  |   |                            |                            |                            |
|  |                                | 8                              | Ducks d'Anaheim                | 3 |                        |                            |                            |                            |  |   |                           |                       |                       |  |   |                            |                            |                            |
|  | 2                              | 8                              | Ducks d'Anaheim                | 3 | Red Wings de Détroit   | 4                          |                            |                            |  |   |                           |                       |                       |  |   |                            |                            |                            |
|  | 2                              |                                |                                |   | Red Wings de Détroit   | 4                          |                            |                            |  |   |                           |                       |                       |  |   |                            |                            |                            |
|  | 7                              | Blue Jackets de Columbus       | 0                              |   |                        |                            |                            |                            |  |   |                           |                       |                       |  |   |                            |                            |                            |
|  | 7                              | Blue Jackets de Columbus       | 0                              |   |                        |                            |                            |                            |  | 2 | Red Wings de Détroit      | 4                     |                       |  |   |                            |                            |                            |
|  | Association de l'Ouest         |                                |                                |   |                        |                            |                            |                            |  | 2 | Red Wings de Détroit      | 4                     |                       |  |   |                            |                            |                            |
|  |                                | 4                              | Blackhawks de Chicago          | 1 |                        |                            |                            |                            |  |   |                           |                       |                       |  |   |                            |                            |                            |
|  | 3                              | 4                              | Blackhawks de Chicago          | 1 | Canucks de Vancouver   | 4                          |                            |                            |  |   |                           |                       |                       |  |   |                            |                            |                            |
|  | 3                              |                                |                                |   | Canucks de Vancouver   | 4                          |                            |                            |  |   |                           |                       |                       |  |   |                            |                            |                            |
|  | 6                              | Blues de Saint-Louis           | 0                              |   |                        |                            |                            |                            |  |   |                           |                       |                       |  |   |                            |                            |                            |
|  | 6                              | Blues de Saint-Louis           | 0                              |   | 3                      | Canucks de Vancouver       | 2                          |                            |  |   |                           |                       |                       |  |   |                            |                            |                            |
|  |                                |                                |                                |   | 3                      | Canucks de Vancouver       | 2                          |                            |  |   |                           |                       |                       |  |   |                            |                            |                            |
|  |                                | 4                              | Blackhawks de Chicago          | 4 |                        |                            |                            |                            |  |   |                           |                       |                       |  |   |                            |                            |                            |
|  | 4                              | 4                              | Blackhawks de Chicago          | 4 | Blackhawks de Chicago  | 4                          |                            |                            |  |   |                           |                       |                       |  |   |                            |                            |                            |
|  | 4                              |                                |                                |   | Blackhawks de Chicago  | 4                          |                            |                            |  |   |                           |                       |                       |  |   |                            |                            |                            |
|  | 5                              | Flames de Calgary              | 2                              |   |                        |                            |                            |                            |  |   |                           |                       |                       |  |   |                            |                            |                            |

## Quarts de finale d'association

### Boston contre Montréal
| 16 avril | Boston | 4-2 (2-1, 0-1, 2-0) | Montréal | TD Banknorth Garden 17 565 spectateurs |

| Feuille de match | Feuille de match | Feuille de match        | Feuille de match                                                                         | Feuille de match                                                      |
| ---------------- | --- | ----------------------- | ---------------------------------------------------------------------------------------- | --------------------------------------------------------------------- |
|                  | Kessel (Krejčí , Kobasew) — 13 min 11 s Krejčí (Ryder, Lucic) — 14 min 41 s - Chára (Kessel, Savard) — 51 min 15 s (SN) Kessel (Lucic) — 59 min 46 s (CV) | 1-0 2-0 2-1 2-2 3-2 4-2 | - Higgins (Metropolit, Tanguay) — 16 min 19 s Kovaliov (Koivu, Gorges) — 37 min 37 s - - | Arbitrage : Kevin Pollock, Dennis LaRue Pierre Racicot, Tony Sericolo |
| Thomas           | Gardiens | Price                   |                                                                                          | Arbitrage : Kevin Pollock, Dennis LaRue Pierre Racicot, Tony Sericolo |
| 28 min           | Pénalités | 32 min                  |                                                                                          | Arbitrage : Kevin Pollock, Dennis LaRue Pierre Racicot, Tony Sericolo |
| 39               | Tirs | 28                      |                                                                                          | Arbitrage : Kevin Pollock, Dennis LaRue Pierre Racicot, Tony Sericolo |

| 18 avril | Boston | 5-1 (2-0, 3-1, 0-0) | Montréal | TD Banknorth Garden 17 565 spectateurs |

| Feuille de match | Feuille de match | Feuille de match        | Feuille de match                                  | Feuille de match                                               |
| ---------------- | --- | ----------------------- | ------------------------------------------------- | -------------------------------------------------------------- |
|                  | Savard (Montador, Kessel) — 9 min 59 s (SN) Kobasew (Recchi, Bergeron) — 15 min 12 s - Hnidy (Axelsson, Savard) — 25 min 45 s Savard (Ryder, Wideman) — 28 min 13 s (SN) Ryder (Savard, Thomas) — 39 min 57 s (SN) | 1-0 2-0 2-1 3-1 4-1 5-1 | - Kovaliov (Koivu, Kostopoulos) — 20 min 46 s - - | Arbitrage : Mike Leggo, Tim Peel Pierre Racicot, Tony Sericolo |
| Thomas           | Gardiens | Price                   |                                                   | Arbitrage : Mike Leggo, Tim Peel Pierre Racicot, Tony Sericolo |
| 23 min           | Pénalités | 33 min                  |                                                   | Arbitrage : Mike Leggo, Tim Peel Pierre Racicot, Tony Sericolo |
| 31               | Tirs | 31                      |                                                   | Arbitrage : Mike Leggo, Tim Peel Pierre Racicot, Tony Sericolo |

| 20 avril | Montréal | 2-4 (1-1, 1-2, 0-1) | Boston | Centre Bell 21 273 spectateurs |

| Feuille de match | Feuille de match                                                     | Feuille de match        | Feuille de match | Feuille de match                                                |
| ---------------- | -------------------------------------------------------------------- | ----------------------- | --- | --------------------------------------------------------------- |
|                  | Higgins (Weber) — 11 min 52 s - Weber (Metropolit) — 25 min 16 s - - | 1-0 1-1 1-2 2-2 2-3 2-4 | - Kessel (Wideman) — 18 min 35 s Thornton (Bitz, Yelle) — 23 min 36 s - Ryder (Wideman, Stuart) — 37 min 21 s Kobasew (Krejčí, Chára) — 59 min 23 s (CV) | Arbitrage : Paul Devorski, Ian Walsh Steve Barton, Brian Murphy |
| Price            | Gardiens                                                             | Thomas                  | | Arbitrage : Paul Devorski, Ian Walsh Steve Barton, Brian Murphy |
| 6 min            | Pénalités                                                            | 10 min                  | | Arbitrage : Paul Devorski, Ian Walsh Steve Barton, Brian Murphy |
| 25               | Tirs                                                                 | 30                      | | Arbitrage : Paul Devorski, Ian Walsh Steve Barton, Brian Murphy |

| 22 avril | Montréal | 1-4 (1-2, 0-2, 0-0) | Boston | Centre Bell 21 273 spectateurs |

| Feuille de match | Feuille de match                         | Feuille de match    | Feuille de match | Feuille de match                                                      |
| ---------------- | ---------------------------------------- | ------------------- | --- | --------------------------------------------------------------------- |
|                  | Kastsitsyne (Koivu, Kovaliov) — 39 s - - | 1-0 1-1 1-2 1-3 1-4 | - Ryder — 17 min 27 s Krejčí (Ryder, Lucic) — 19 min 25 s Kessel (Bergeron) — 31 min 58 s Ryder (Krejčí, Wideman) — 32 min 43 s | Arbitrage : Dave Jackson, Kelly Sutherland Steve Barton, Brian Murphy |
| Price            | Gardiens                                 | Thomas              | | Arbitrage : Dave Jackson, Kelly Sutherland Steve Barton, Brian Murphy |
| 32 min           | Pénalités                                | 11 min              | | Arbitrage : Dave Jackson, Kelly Sutherland Steve Barton, Brian Murphy |
| 27               | Tirs                                     | 30                  | | Arbitrage : Dave Jackson, Kelly Sutherland Steve Barton, Brian Murphy |

### Washington contre New York (Rangers)
| 15 avril | Washington | 3-4 (0-0, 2-3, 1-1) | New York | Verizon Center 18 277 spectateurs |

| Feuille de match | Feuille de match | Feuille de match            | Feuille de match | Feuille de match                                           |
| ---------------- | --- | --------------------------- | --- | ---------------------------------------------------------- |
|                  | Fleischmann (Ovetchkine , Green) — 26 min 40 s (SN) - Kozlov (Bäckström, Erskine) — 39 min 11 s Siomine (Ovetchkine, Green) — 41 min 42 s (SN) - | 1-0 1-1 1-2 1-3 2-3 3-3 3-4 | - Gomez — 27 min 49 s Antropov (Gomez, Mara) — 36 min 49 s (SN) Naslund (Gomez, Redden) — 38 min 28 s (SN) - Dubinsky (Naslund, Antropov) — 51 min 43 s | Arbitrage : Mike Leggo, Tim Peel Brad Kovachik, Jean Morin |
| Théodore         | Gardiens | Lundqvist                   | | Arbitrage : Mike Leggo, Tim Peel Brad Kovachik, Jean Morin |
| 8 min            | Pénalités | 14 min                      | | Arbitrage : Mike Leggo, Tim Peel Brad Kovachik, Jean Morin |
| 35               | Tirs | 21                          | | Arbitrage : Mike Leggo, Tim Peel Brad Kovachik, Jean Morin |

| 18 avril | Washington | 0-1 (0-1, 0-0, 0-0) | New York | Verizon Center 18 277 spectateurs |

| Feuille de match | Feuille de match                          | Feuille de match | Feuille de match | Feuille de match                                                 |
| ---------------- | ----------------------------------------- | ---------------- | ---------------- | ---------------------------------------------------------------- |
|                  | Callahan (Naslünd, Dubinsky) — 7 min 44 s | 0-1              | -                | Arbitrage : Eric Furlatt, Wes McCauley Brad Kovachik, Jean Morin |
| Varlamov         | Gardiens                                  | Lundqvist        |                  | Arbitrage : Eric Furlatt, Wes McCauley Brad Kovachik, Jean Morin |
| 10 min           | Pénalités                                 | 6 min            |                  | Arbitrage : Eric Furlatt, Wes McCauley Brad Kovachik, Jean Morin |
| 35               | Tirs                                      | 24               |                  | Arbitrage : Eric Furlatt, Wes McCauley Brad Kovachik, Jean Morin |

| 20 avril | New York | 0-4 (0-2, 0-1, 0-1) | Washington | Madison Square Garden 18 200 spectateurs |

| Feuille de match | Feuille de match | Feuille de match | Feuille de match | Feuille de match                                                         |
| ---------------- | ---------------- | ---------------- | --- | ------------------------------------------------------------------------ |
|                  | - -              | 0-1 0-2 0-3 0-4  | Siomine (Bäckström, Ovetchkine) — 6 min 57 s Siomine (Ovetchkine, Bäckström) — 11 min 36 s Laich (Siomine, Fiodorov) — 31 min 29 s (SN) Poti (Bäckström, Pothier) — 58 min 35 s (SN) | Arbitrage : Dave Jackson, Kelly Sutherland Lonnie Cameron, Greg Devorski |
| Lundqvist        | Gardiens         | Varlamov         | | Arbitrage : Dave Jackson, Kelly Sutherland Lonnie Cameron, Greg Devorski |
| 26 min           | Pénalités        | 14 min           | | Arbitrage : Dave Jackson, Kelly Sutherland Lonnie Cameron, Greg Devorski |
| 33               | Tirs             | 40               | | Arbitrage : Dave Jackson, Kelly Sutherland Lonnie Cameron, Greg Devorski |

| 22 avril | New York | 2-1 (1-0, 1-0, 0-1) | Washington | Madison Square Garden 18 200 spectateurs |

| Feuille de match | Feuille de match                                                         | Feuille de match | Feuille de match                     | Feuille de match                                            |
| ---------------- | ------------------------------------------------------------------------ | ---------------- | ------------------------------------ | ----------------------------------------------------------- |
|                  | Mara (Dubinsky) — 13 min 55 s Drury (Korpikoski, Morris) — 22 min 23 s - | 1-0 2-0 2-1      | - Ovetchkine (Siomine) — 42 min 13 s | Arbitrage : Paul Devorski, Ian Walsh Shane Heyer, Tim Nowak |
| Lundqvist        | Gardiens                                                                 | Varlamov         |                                      | Arbitrage : Paul Devorski, Ian Walsh Shane Heyer, Tim Nowak |
| 12 min           | Pénalités                                                                | 6 min            |                                      | Arbitrage : Paul Devorski, Ian Walsh Shane Heyer, Tim Nowak |
| 21               | Tirs                                                                     | 39               |                                      | Arbitrage : Paul Devorski, Ian Walsh Shane Heyer, Tim Nowak |

| 24 avril | Washington | 4-0 (2-0, 2-0, 0-0) | New York | Verizon Center 18 277 spectateurs |

| Feuille de match | Feuille de match | Feuille de match                       | Feuille de match | Feuille de match                                                           |
| ---------------- | --- | -------------------------------------- | ---------------- | -------------------------------------------------------------------------- |
|                  | Bradley (Gordon, Green) — 4 min 58 s (IN) Bradley (Laich, Poti) — 12 min 7 s Siomine (Bäckström) — 24 min 57 s Ovetchkine (Fiodorov) — 39 min 31 s | 1-0 2-0 3-0 4-0                        | - -              | Arbitrage : Mike Hasenfratz, Don VanMassenhoven Brian Murphy, Steve Barton |
| Varlamov         | Gardiens | Lundqvist (40 min) Valiquette (20 min) |                  | Arbitrage : Mike Hasenfratz, Don VanMassenhoven Brian Murphy, Steve Barton |
| 24 min           | Pénalités | 38 min                                 |                  | Arbitrage : Mike Hasenfratz, Don VanMassenhoven Brian Murphy, Steve Barton |
| 21               | Tirs | 20                                     |                  | Arbitrage : Mike Hasenfratz, Don VanMassenhoven Brian Murphy, Steve Barton |

| 26 avril | New York | 3-5 (1-3, 0-2, 2-0) | Washington | Madison Square Garden 18 200 spectateurs |

| Feuille de match | Feuille de match | Feuille de match                | Feuille de match | Feuille de match                                                    |
| ---------------- | --- | ------------------------------- | --- | ------------------------------------------------------------------- |
|                  | - Gomez (Redden, Avery) — 8 min 15 s (SN) - Callahan (Morris, Gomez) — 44 min 21 s (SN) M. Staal (Korpikoski, Sjöström) — 59 min 54 s | 0-1 1-1 1-2 1-3 1-4 1-5 2-5 3-5 | Jurčina (Laich, Steckel) — 7 min 9 s - Green (Siomine, Poti) — 13 min 58 s (SN) Poti (Steckel, Gordon) — 17 min 14 s Kozlov (Poti, Fiodorov) — 29 min 21 s Ovetchkine (Poti, Bäckström) — 36 min 44 s (SN) - - | Arbitrage : Brad Meier, Bill McCreary Pierre Racicot, Tony Sericolo |
|                  | Gardiens | Varlamov;                       | | Arbitrage : Brad Meier, Bill McCreary Pierre Racicot, Tony Sericolo |
| 20 min           | Pénalités | 22 min                          | | Arbitrage : Brad Meier, Bill McCreary Pierre Racicot, Tony Sericolo |
| 32               | Tirs | 22                              | | Arbitrage : Brad Meier, Bill McCreary Pierre Racicot, Tony Sericolo |

| 28 avril | Washington | 2-1 (1-1, 0-0, 1-0) | New York | Verizon Center 18 277 spectateurs |

| Feuille de match | Feuille de match                                                           | Feuille de match | Feuille de match                            | Feuille de match                                                    |
| ---------------- | -------------------------------------------------------------------------- | ---------------- | ------------------------------------------- | ------------------------------------------------------------------- |
|                  | - Siomine (Bäckström, Green) — 15 min 34 s Fiodorov (Bradley) — 55 min 1 s | 0-1 1-1 2-1      | Antropov (Dubinsky, Avery) — 5 min 35 s - - | Arbitrage : Dan O’Halloran, Brad Watson Derek Amell, Pierre Racicot |
| Varlamov         | Gardiens                                                                   | Lundqvist        |                                             | Arbitrage : Dan O’Halloran, Brad Watson Derek Amell, Pierre Racicot |
| 2 min            | Pénalités                                                                  | 4 min            |                                             | Arbitrage : Dan O’Halloran, Brad Watson Derek Amell, Pierre Racicot |
| 24               | Tirs                                                                       | 15               |                                             | Arbitrage : Dan O’Halloran, Brad Watson Derek Amell, Pierre Racicot |

### New Jersey contre Caroline
| 15 avril | New Jersey | 4-1 (1-0, 2-0, 1-1) | Caroline | Prudential Center 17 625 spectateurs |

| Feuille de match | Feuille de match | Feuille de match    | Feuille de match                           | Feuille de match                                                    |
| ---------------- | --- | ------------------- | ------------------------------------------ | ------------------------------------------------------------------- |
|                  | Mottau — 16 min 3 s Parisé (Zajac, Langenbrunner) — 20 min 59 s Eliáš (Gionta, Zubrus) — 31 min 33 s - Langenbrunner (Parisé, Martin) — 49 min 51 s | 1-0 2-0 3-0 3-1 4-1 | - Whitney (Larose, Cullen) — 49 min 22 s - | Arbitrage : Marc Joannette, Dan O'Rourke Steve Barton, Brian Murphy |
| Brodeur          | Gardiens | Ward                |                                            | Arbitrage : Marc Joannette, Dan O'Rourke Steve Barton, Brian Murphy |
| 4 min            | Pénalités | 8 min               |                                            | Arbitrage : Marc Joannette, Dan O'Rourke Steve Barton, Brian Murphy |
| 39               | Tirs | 19                  |                                            | Arbitrage : Marc Joannette, Dan O'Rourke Steve Barton, Brian Murphy |

| 17 avril | New Jersey | 1-2 (pr) (1-1, 0-0, 0-0, 0-1) | Caroline | Prudential Center 17 625 spectateurs |

| Feuille de match | Feuille de match                              | Feuille de match | Feuille de match                                                             | Feuille de match                                                              |
| ---------------- | --------------------------------------------- | ---------------- | ---------------------------------------------------------------------------- | ----------------------------------------------------------------------------- |
|                  | Parisé (Martin, Eliáš) — 10 min 44 s (SN) - - | 1-0 1-1 1-2      | - Staal (Whitney, Samsonov) — 19 min 35 s (SN) Gleason (Corvo) — 62 min 40 s | Arbitrage : Mike Hasenfratz, Don VanMassenhoven Lonnie Cameron, Greg Devorski |
| Brodeur          | Gardiens                                      | Ward             |                                                                              | Arbitrage : Mike Hasenfratz, Don VanMassenhoven Lonnie Cameron, Greg Devorski |
| 8 min            | Pénalités                                     | 14 min           |                                                                              | Arbitrage : Mike Hasenfratz, Don VanMassenhoven Lonnie Cameron, Greg Devorski |
| 34               | Tirs                                          | 32               |                                                                              | Arbitrage : Mike Hasenfratz, Don VanMassenhoven Lonnie Cameron, Greg Devorski |

| 19 avril | Caroline | 2-3 (pr) (1-2, 1-0, 0-0, 0-1) | New Jersey | RBC Center 17 971 spectateurs |

| Feuille de match | Feuille de match                                                                  | Feuille de match    | Feuille de match                                                                                | Feuille de match                                               |
| ---------------- | --------------------------------------------------------------------------------- | ------------------- | ----------------------------------------------------------------------------------------------- | -------------------------------------------------------------- |
|                  | - Bayda (Jokinen, Walker) — 6 min 35 s - Larose (Eaves, Pitkänen) — 55 min 30 s - | 0-1 1-1 1-2 2-2 2-3 | Parisé (Martin, Zajac) — 6 min 4 s - Gionta — 19 min 51 s - Zajac (Parisé, White) — 64 min 58 s | Arbitrage : Dennis LaRue, Kevin Pollock Shane Heyer, Tim Nowak |
| Ward             | Gardiens                                                                          | Brodeur             |                                                                                                 | Arbitrage : Dennis LaRue, Kevin Pollock Shane Heyer, Tim Nowak |
| 10 min           | Pénalités                                                                         | 12 min              |                                                                                                 | Arbitrage : Dennis LaRue, Kevin Pollock Shane Heyer, Tim Nowak |
| 30               | Tirs                                                                              | 35                  |                                                                                                 | Arbitrage : Dennis LaRue, Kevin Pollock Shane Heyer, Tim Nowak |

| 21 avril | Caroline | 4-3 (2-0, 1-1, 1-2) | New Jersey | RBC Center 17 465 spectateurs |

| Feuille de match | Feuille de match | Feuille de match            | Feuille de match | Feuille de match                                                 |
| ---------------- | --- | --------------------------- | --- | ---------------------------------------------------------------- |
|                  | Staal (Seidenberg, Ruutu) — 7 min 44 s Bayda (Walker, Pitkänen) — 8 min 47 s Larose (Corvo) — 26 min 30 s - Clarkson (Holík, Martin) — 48 min 46 s - | 1-0 2-0 3-0 3-1 3-2 4-2 4-3 | - Gionta (Mottau, Rolston) — 19 min 32 s Shanahan (Gionta, Hävelid) — 44 min 21 s - Jokinen (Seidenberg, Pitkänen) — 59 min 59 s | Arbitrage : Eric Furlatt, Wes McCauley Brad Kovachik, Jean Morin |
| Ward             | Gardiens | Brodeur                     | | Arbitrage : Eric Furlatt, Wes McCauley Brad Kovachik, Jean Morin |
| 8 min            | Pénalités | 10 min                      | | Arbitrage : Eric Furlatt, Wes McCauley Brad Kovachik, Jean Morin |
| 46               | Tirs | 29                          | | Arbitrage : Eric Furlatt, Wes McCauley Brad Kovachik, Jean Morin |

| 23 avril | New Jersey | 1-0 (0-0, 1-0, 0-0) | Caroline | Prudential Center 17 625 spectateurs |

| Feuille de match | Feuille de match                            | Feuille de match | Feuille de match | Feuille de match                                                    |
| ---------------- | ------------------------------------------- | ---------------- | ---------------- | ------------------------------------------------------------------- |
|                  | Clarkson (Greene, Eliáš) — 31 min 22 s (SN) | 1-0              | -                | Arbitrage : Bill McCreary, Brad Meier Pierre Racicot, Tony Sericolo |
| Brodeur          | Gardiens                                    | Ward             |                  | Arbitrage : Bill McCreary, Brad Meier Pierre Racicot, Tony Sericolo |
| 10 min           | Pénalités                                   | 8 min            |                  | Arbitrage : Bill McCreary, Brad Meier Pierre Racicot, Tony Sericolo |
| 42               | Tirs                                        | 44               |                  | Arbitrage : Bill McCreary, Brad Meier Pierre Racicot, Tony Sericolo |

| 26 avril | Caroline | 4-0 (1-0, 2-0, 1-0) | New Jersey | RBC Center 18 680 spectateurs |

| Feuille de match | Feuille de match | Feuille de match | Feuille de match | Feuille de match                                             |
| ---------------- | --- | ---------------- | ---------------- | ------------------------------------------------------------ |
|                  | Whitney (Staal, Larose) — 10 min 32 s Staal (Whitney, Larose) — 24 min 44 s Staal (Whitney, Gleason) — 27 min 30 s Jokinen (Whitney, Corvo) — 49 min 12 s (SN) | 1-0 2-0 3-0 4-0  | - -              | Arbitrage : Mike Leggo, Tim Peel Mark Wheler, Scott Driscoll |
| Ward             | Gardiens | Brodeur          |                  | Arbitrage : Mike Leggo, Tim Peel Mark Wheler, Scott Driscoll |
| 19 min           | Pénalités | 37 min           |                  | Arbitrage : Mike Leggo, Tim Peel Mark Wheler, Scott Driscoll |
| 37               | Tirs | 28               |                  | Arbitrage : Mike Leggo, Tim Peel Mark Wheler, Scott Driscoll |

| 28 avril | New Jersey | 3-4 (2-1, 1-1, 0-2) | Caroline | Prudential Center 17 625 spectateurs |

| Feuille de match | Feuille de match | Feuille de match            | Feuille de match | Feuille de match                                                  |
| ---------------- | --- | --------------------------- | --- | ----------------------------------------------------------------- |
|                  | - Langenbrunner (Parisé, Zajac) — 2 min 31 s Pandolfo (Madden, Shanahan) — 13 min 27 s - Rolston (Gionta, Shanahan) — 28 min 47 s (SN) - - | 0-1 1-1 2-1 2-2 3-2 3-3 3-4 | Ruutu (Cullen, Seidenberg) — 1 min 2 s - Whitney (Staal, Larose) — 23 min 42 s - Jokinen (Pitkänen, Gleason) — 58 min 40 s Staal (Larose, Gleason) — 59 min 28 s | Arbitrage : Paul Devorski, Kevin Pollock Jean Morin, Brian Murphy |
| Ward             | Gardiens | Brodeur                     | | Arbitrage : Paul Devorski, Kevin Pollock Jean Morin, Brian Murphy |
| 10 min           | Pénalités | 10 min                      | | Arbitrage : Paul Devorski, Kevin Pollock Jean Morin, Brian Murphy |
| 35               | Tirs | 31                          | | Arbitrage : Paul Devorski, Kevin Pollock Jean Morin, Brian Murphy |

### Pittsburgh contre Philadelphie
| 15 avril | Pittsburgh | 4-1 (1-0, 1-0, 2-1) | Philadelphie | Mellon Arena 17 132 spectateurs |

| Feuille de match | Feuille de match | Feuille de match    | Feuille de match                      | Feuille de match                                                            |
| ---------------- | --- | ------------------- | ------------------------------------- | --------------------------------------------------------------------------- |
|                  | Crosby (Kennedy) — 4 min 41 s (SN) Kennedy (Staal) — 21 min 39 s Malkine — 46 min 28 s Eaton (Letang, Crosby) — 50 min 27 s - | 1–0 2–0 3–0 4–0 4–1 | - Gagné (Richards) — 55 min 25 s (SN) | Arbitrage : Mike Hasenfratz, Don VanMassenhoven Steve Miller, Mark Shewchyk |
| Fleury           | Gardiens | Biron               |                                       | Arbitrage : Mike Hasenfratz, Don VanMassenhoven Steve Miller, Mark Shewchyk |
| 15 min           | Pénalités | 35 min              |                                       | Arbitrage : Mike Hasenfratz, Don VanMassenhoven Steve Miller, Mark Shewchyk |
| 33               | Tirs | 27                  |                                       | Arbitrage : Mike Hasenfratz, Don VanMassenhoven Steve Miller, Mark Shewchyk |

| 17 avril | Pittsburgh | 3-2 (pr) (0-1, 1-0, 1-1, 1-0) | Philadelphie | Mellon Arena 17 132 spectateurs |

| Feuille de match | Feuille de match | Feuille de match    | Feuille de match                                                                   | Feuille de match                                             |
| ---------------- | --- | ------------------- | ---------------------------------------------------------------------------------- | ------------------------------------------------------------ |
|                  | - Guerin (Malkine, Crosby) — 36 min 38 s - Malkine (Letang, Gontchar) — 56 min 23 s (SN) Guerin (Gontchar, Malkine) — 78 min 29 s (SN) | 0–1 1–1 1-2 2–2 3–2 | Hartnell (Carle, Coburn) — 13 min 26 s (SN) - Powe (Giroux, Coburn) — 42 min 9 s - | Arbitrage : Bill McCreary, Brad Meier Shane Heyer, Tim Nowak |
| Fleury           | Gardiens | Biron               |                                                                                    | Arbitrage : Bill McCreary, Brad Meier Shane Heyer, Tim Nowak |
| 8 min            | Pénalités | 20 min              |                                                                                    | Arbitrage : Bill McCreary, Brad Meier Shane Heyer, Tim Nowak |
| 49               | Tirs | 40                  |                                                                                    | Arbitrage : Bill McCreary, Brad Meier Shane Heyer, Tim Nowak |

| 19 avril | Philadelphie | 6-3 (2-1, 2-1, 2-1) | Pittsburgh | Wachovia Center 19 745 spectateurs |

| Feuille de match | Feuille de match | Feuille de match                    | Feuille de match | Feuille de match                                                       |
| ---------------- | --- | ----------------------------------- | --- | ---------------------------------------------------------------------- |
|                  | Carter (Lupul, Hartnell) — 2 min 59 s Richards (Knuble, Brière) — 5 min 14 s (SN) - Giroux (Brière, Powe) — 24 min 32 s Gagné (Giroux) — 28 min 58 s (IN) Ross (Alberts, Asham) — 43 min 43 s - Gagné (Coburn) — 58 min 24 s | 1–0 2-0 2–1 2–2 3–2 4–2 5–2 5–3 6–3 | - - Malkine (Fedotenko) — 19 min 48 s Scuderi (Crosby, Kunitz) — 20 min 13 s - Malkine (Gontchar, Crosby) — 48 min 30 s (SN) - | Arbitrage : Dan O’Rourke, Marc Joannette Lonnie Cameron, Greg Devorski |
| Biron            | Gardiens | Fleury                              | | Arbitrage : Dan O’Rourke, Marc Joannette Lonnie Cameron, Greg Devorski |
| 30 min           | Pénalités | 28 min                              | | Arbitrage : Dan O’Rourke, Marc Joannette Lonnie Cameron, Greg Devorski |
| 30               | Tirs | 29                                  | | Arbitrage : Dan O’Rourke, Marc Joannette Lonnie Cameron, Greg Devorski |

| 21 avril | Philadelphie | 1-3 (0-0, 0-2, 1-1) | Pittsburgh | Wachovia Center 19 883 spectateurs |

| Feuille de match | Feuille de match                            | Feuille de match | Feuille de match                                                                                       | Feuille de match                                                      |
| ---------------- | ------------------------------------------- | ---------------- | --- | --------------------------------------------------------------------- |
|                  | - Carcillo (Richard, Jones) — 51 min 44 s - | 0–1 0–2 1–2 1–3  | Crosby (Kunitz, Cooke) — 23 min 19 s Kennedy (Cooke, Gill) — 27 min 41 s - Talbot (Adams) — 59 min 8 s | Arbitrage : Dennis LaRue, Kevin Pollock Pierre Racicot, Tony Sericolo |
| Biron            | Gardiens                                    | Fleury           | | Arbitrage : Dennis LaRue, Kevin Pollock Pierre Racicot, Tony Sericolo |
| 10 min           | Pénalités                                   | 16 min           | | Arbitrage : Dennis LaRue, Kevin Pollock Pierre Racicot, Tony Sericolo |
| 46               | Tirs                                        | 25               | | Arbitrage : Dennis LaRue, Kevin Pollock Pierre Racicot, Tony Sericolo |

| 23 avril | Pittsburgh | 0-3 (0-0, 0-1, 0-2) | Philadelphie | Mellon Arena 17 132 spectateurs |

| Feuille de match | Feuille de match | Feuille de match | Feuille de match                                                                                         | Feuille de match                                                 |
| ---------------- | ---------------- | ---------------- | --- | ---------------------------------------------------------------- |
|                  | -                | 0–1 0–2 0–3      | Asham (Carcillo) — 26 min 32 s Giroux (Powe, Marle) — 43 min 25 s Knuble (Richards, Carle) — 53 min 12 s | Arbitrage : Eric Furlatt, Wes McCauley Brad Kovachik, Jean Morin |
| Fleury           | Gardiens         | Biron            | | Arbitrage : Eric Furlatt, Wes McCauley Brad Kovachik, Jean Morin |
| 10 min           | Pénalités        | 8 min            | | Arbitrage : Eric Furlatt, Wes McCauley Brad Kovachik, Jean Morin |
| 28               | Tirs             | 26               | | Arbitrage : Eric Furlatt, Wes McCauley Brad Kovachik, Jean Morin |

| 25 avril | Philadelphie | 3-5 (2-0, 1-3, 0-2) | Pittsburgh | Wachovia Center 20 072 spectateurs |

| Feuille de match | Feuille de match                                                                                                | Feuille de match                | Feuille de match | Feuille de match                                                 |
| ---------------- | --- | ------------------------------- | --- | ---------------------------------------------------------------- |
|                  | Knubl (Richards) — 17 min 48 s Lupul (Giroux, Brière) — 18 min 39 s Brière (Gagné, Timonen) — 24 min 6 s (SN) - | 1–0 2–0 3–0 3–1 3–2 3–3 3–4 3–5 | - Fedotenko (Malkine) — 24 min 35 s Eaton (Kennedy, Fedotenko) — 26 min 32 s Crosby (Guerin, Letang) — 26 min 59 s Gontchar (Malkine, Orpik) — 42 min 19 s Crosby — 59 min 32 s (CV) | Arbitrage : Chris Rooney, Brad Watson Jay Sharrers, Jonny Murray |
| Biron            | Gardiens | Fleury                          | | Arbitrage : Chris Rooney, Brad Watson Jay Sharrers, Jonny Murray |
| 13 min           | Pénalités | 13 min                          | | Arbitrage : Chris Rooney, Brad Watson Jay Sharrers, Jonny Murray |
| 35               | Tirs | 25                              | | Arbitrage : Chris Rooney, Brad Watson Jay Sharrers, Jonny Murray |

### San José contre Anaheim
| 16 avril | San José | 0-2 (0-0, 0-0, 0-2) | Anaheim | HP Pavilion at San Jose 17 496 spectateurs |

| Feuille de match | Feuille de match | Feuille de match | Feuille de match                                                                   | Feuille de match                                                                |
| ---------------- | ---------------- | ---------------- | ---------------------------------------------------------------------------------- | ------------------------------------------------------------------------------- |
|                  | - -              | 0-1 0-2          | S. Niedermayer (Getzlaf, Whitney) — 45 min 18 s (SN) Getzlaf (Brown) — 57 min 35 s | Arbitrage : Dave Jackson, Kelly Sutherland Linesmen: Jonny Murray, Jay Sharrers |
| Nabokov          | Gardiens         | Hiller           |                                                                                    | Arbitrage : Dave Jackson, Kelly Sutherland Linesmen: Jonny Murray, Jay Sharrers |
| 8 min            | Pénalités        | 12 min           |                                                                                    | Arbitrage : Dave Jackson, Kelly Sutherland Linesmen: Jonny Murray, Jay Sharrers |
| 35               | Tirs             | 17               |                                                                                    | Arbitrage : Dave Jackson, Kelly Sutherland Linesmen: Jonny Murray, Jay Sharrers |

| 19 avril | San José | 2-3 (0-1, 1-0, 1-2) | Anaheim | HP Pavilion at San Jose 17 496 spectateurs |

| Feuille de match | Feuille de match                                                   | Feuille de match    | Feuille de match | Feuille de match                                                 |
| ---------------- | ------------------------------------------------------------------ | ------------------- | --- | ---------------------------------------------------------------- |
|                  | - Clowe — 25 min 38 s - Cheechoo (Thornton, Roenick) — 53 min 54 s | 0-1 1-1 1-2 1-3 2-3 | Ryan (Wisniewski, Whitney) — 3 min 45 s (SN) - Ebbett (Christensen, Selänne) — 49 min 44 s Miller (R. Niedermayer, S. Niedermayer) — 53 min 17 s - | Arbitrage : Chris Lee, Dan O’Halloran Jonny Murray, Jay Sharrers |
| Nabokov          | Gardiens                                                           | Hiller              | | Arbitrage : Chris Lee, Dan O’Halloran Jonny Murray, Jay Sharrers |
| 4 min            | Pénalités                                                          | 12 min              | | Arbitrage : Chris Lee, Dan O’Halloran Jonny Murray, Jay Sharrers |
| 44               | Tirs                                                               | 26                  | | Arbitrage : Chris Lee, Dan O’Halloran Jonny Murray, Jay Sharrers |

| 21 avril | Anaheim | 3-4 (2-2, 1-1, 0-1) | San José | Honda Center 16 277 spectateurs |

| Feuille de match | Feuille de match                                                                                  | Feuille de match            | Feuille de match | Feuille de match                                                       |
| ---------------- | ------------------------------------------------------------------------------------------------- | --------------------------- | --- | ---------------------------------------------------------------------- |
|                  | - Ryan (Getzlaf, Whitney) — 11 min 12 s (SN) - Wisniewski — 14 min 50 s - Pronger — 31 min 50 s - | 0-1 1-1 1-2 2-2 2-3 3-3 3-4 | Blake (Vlasic) — 5 min 34 s - Boyle (Thornton, Setoguchi) — 13 min 7 s (SN) - Boyle (Pavelski, Clowe) — 21 min 5 s - Marleau (Blake, Boyle) — 50 min 33 s (SN) | Arbitrage : Mike Hasenfratz, Don VanMassenhoven Derek Amell, Mike Cvik |
| Hiller           | Gardiens                                                                                          | Nabokov                     | | Arbitrage : Mike Hasenfratz, Don VanMassenhoven Derek Amell, Mike Cvik |
| 15 min           | Pénalités                                                                                         | 15 min                      | | Arbitrage : Mike Hasenfratz, Don VanMassenhoven Derek Amell, Mike Cvik |
| 30               | Tirs                                                                                              | 35                          | | Arbitrage : Mike Hasenfratz, Don VanMassenhoven Derek Amell, Mike Cvik |

| 23 avril | Anaheim | 4-0 (0-0, 2-0, 2-0) | San José | Honda Center 16 830 spectateurs |

| Feuille de match | Feuille de match | Feuille de match | Feuille de match | Feuille de match                                             |
| ---------------- | --- | ---------------- | ---------------- | ------------------------------------------------------------ |
|                  | Ryan (Getzlaf, Whitney) — 26 min 33 s Ryan (Perry, Pronger) — 30 min 13 s Perry (Getzlaf) — 54 min 9 s Miller (R. Niedermayer, Marchant) — 59 min 19 s (CV) | 1-0 2-0 3-0 4-0  | - -              | Arbitrage : Chris Rooney, Brad Watson Derek Amell, Mike Cvik |
| Hiller           | Gardiens | Nabokov          |                  | Arbitrage : Chris Rooney, Brad Watson Derek Amell, Mike Cvik |
| 16 min           | Pénalités | 22 min           |                  | Arbitrage : Chris Rooney, Brad Watson Derek Amell, Mike Cvik |
| 26               | Tirs | 31               |                  | Arbitrage : Chris Rooney, Brad Watson Derek Amell, Mike Cvik |

| 25 avril | San José | 3-2 (pr) (1-0, 1-0, 0-2, 1-0) | Anaheim | HP Pavilion at San Jose 17 496 spectateurs |

| Feuille de match | Feuille de match | Feuille de match    | Feuille de match                                                                                | Feuille de match                                                      |
| ---------------- | --- | ------------------- | ----------------------------------------------------------------------------------------------- | --------------------------------------------------------------------- |
|                  | Thornton (Marleau, Blake) — 7 min 25 s (SN) Setoguchi (Cheechoo, Thornton) — 37 min 16 s - Marleau (Thornton, Setoguchi) — 66 min 2 s (SN) | 1-0 2-0 2-1 2-2 3-2 | - Carter (Ebbett, S. Niedermayer) — 40 min 55 s Perry (S. Niedermayer, Getzlaf) — 44 min 42 s - | Arbitrage : Dennis LaRue, Kevin Pollock Greg Devorski, Lonnie Cameron |
| Nabokov          | Gardiens | Hiller              |                                                                                                 | Arbitrage : Dennis LaRue, Kevin Pollock Greg Devorski, Lonnie Cameron |
| 6 min            | Pénalités | 6 min               |                                                                                                 | Arbitrage : Dennis LaRue, Kevin Pollock Greg Devorski, Lonnie Cameron |
| 48               | Tirs | 25                  |                                                                                                 | Arbitrage : Dennis LaRue, Kevin Pollock Greg Devorski, Lonnie Cameron |

| 27 avril | Anaheim | 4-1 (1-1, 1-0, 1-0) | San José | Honda Center 17 174 spectateurs |

| Feuille de match | Feuille de match | Feuille de match    | Feuille de match                               | Feuille de match                                                     |
| ---------------- | --- | ------------------- | ---------------------------------------------- | -------------------------------------------------------------------- |
|                  | - Perry (Getzlaf, Pronger) — 12 min 33 s (SN) Selänne (Pronger, S. Niedermayer) — 33 min 3 s (SN) Beauchemin (Carter, Brown) — 34 min 26 s Getzlaf (R. Niedermayer, Miller) — 57 min 6 s | 0-1 1-1 2-1 3-1 4-1 | Michálek (Blake, Boyle) — 10 min 19 s (SN) - - | Arbitrage : Eric Furlatt, Wes McCauley Lonnie Cameron, Greg Devorski |
| Hiller           | Gardiens | Nabokov             |                                                | Arbitrage : Eric Furlatt, Wes McCauley Lonnie Cameron, Greg Devorski |
| 30 min           | Pénalités | 30 min              |                                                | Arbitrage : Eric Furlatt, Wes McCauley Lonnie Cameron, Greg Devorski |
| 32               | Tirs | 37                  |                                                | Arbitrage : Eric Furlatt, Wes McCauley Lonnie Cameron, Greg Devorski |

### Détroit contre Columbus
| 16 avril | Détroit | 4-1 (0-0, 3-1, 1-0) | Columbus | Joe Louis Arena 20 066 spectateurs |

| Feuille de match | Feuille de match | Feuille de match    | Feuille de match                       | Feuille de match                                                  |
| ---------------- | --- | ------------------- | -------------------------------------- | ----------------------------------------------------------------- |
|                  | Hudler (Filppula, Samuelsson) — 30 min 48 s - Ericsson (Hudler, Filppula) — 34 min 21 s Kronwall (Samuelsson, Franzén) — 35 min 9 s (SN) Franzén (Zetterberg) — 42 min 54 s | 1-0 1-1 2-1 3-1 4-1 | - Umberger (Voráček) — 31 min 40 s - - | Arbitrage : Paul Devorski, Ian Walsh Brad Lazarowich, Thor Nelson |
| Osgood           | Gardiens | Mason               |                                        | Arbitrage : Paul Devorski, Ian Walsh Brad Lazarowich, Thor Nelson |
| 10 min           | Pénalités | 8 min               |                                        | Arbitrage : Paul Devorski, Ian Walsh Brad Lazarowich, Thor Nelson |
| 34               | Tirs | 21                  |                                        | Arbitrage : Paul Devorski, Ian Walsh Brad Lazarowich, Thor Nelson |

| 18 avril | Détroit | 4-0 (1-0, 2-0, 1-0) | Columbus | Joe Louis Arena 20 066 spectateurs |

| Feuille de match | Feuille de match | Feuille de match | Feuille de match | Feuille de match                                                        |
| ---------------- | --- | ---------------- | ---------------- | ----------------------------------------------------------------------- |
|                  | Rafalski (Lidström , Holmström) — 13 min 33 s (SN) Datsiouk (Hossa, Lidström) — 27 min 18 s (SN) Zetterberg (Franzén, Cleary) — 35 min 30 s Hudler (Kronwall , Stuart) — 43 min 38 s (SN) | 1-0 2-0 3-0 4-0  | - -              | Arbitrage : Dave Jackson, Kelly Sutherland Brad Lazarowich, Thor Nelson |
| Osgood           | Gardiens | Mason            |                  | Arbitrage : Dave Jackson, Kelly Sutherland Brad Lazarowich, Thor Nelson |
| 8 min            | Pénalités | 34 min           |                  | Arbitrage : Dave Jackson, Kelly Sutherland Brad Lazarowich, Thor Nelson |
| 39               | Tirs | 25               |                  | Arbitrage : Dave Jackson, Kelly Sutherland Brad Lazarowich, Thor Nelson |

| 21 avril | Columbus | 1-4 (0-2, 0-1, 1-2) | Détroit | Nationwide Arena 19 219 spectateurs |

| Feuille de match | Feuille de match                                | Feuille de match    | Feuille de match | Feuille de match                                                  |
| ---------------- | ----------------------------------------------- | ------------------- | --- | ----------------------------------------------------------------- |
|                  | - Umberger (Nash, Williams) — 56 min 7 s (SN) - | 0-1 0-2 0-3 1-3 1-4 | Holmström (Hossa) — 1 min 7 s Cleary (Franzén, Rafalski) — 19 min 14 s Zetterberg (Cleary, Franzén) — 33 min 55 s - Zetterberg (Cleary) — 59 min 29 s (CV) | Arbitrage : Brad Meier, Bill McCreary Steve Miller, Mark Shewchyk |
| Mason            | Gardiens                                        | Osgood              | | Arbitrage : Brad Meier, Bill McCreary Steve Miller, Mark Shewchyk |
| 4 min            | Pénalités                                       | 8 min               | | Arbitrage : Brad Meier, Bill McCreary Steve Miller, Mark Shewchyk |
| 32               | Tirs                                            | 26                  | | Arbitrage : Brad Meier, Bill McCreary Steve Miller, Mark Shewchyk |

| 23 avril | Columbus | 5-6 (1-3, 4-2, 0-1) | Détroit | Nationwide Arena 18 889 spectateurs |

| Feuille de match | Feuille de match | Feuille de match                            | Feuille de match | Feuille de match                                                  |
| ---------------- | --- | ------------------------------------------- | --- | ----------------------------------------------------------------- |
|                  | - Huselius (Nash) — 6 min 12 s (SN) - Nash (Klesla, Huselius) — 21 min 44 s Umberger (Torres, Mason) — 25 min 38 s (SN) - Russell (Torres) — 35 min 45 s Modin (Rome, Chimera) — 58 min 4 s - | 0-1 1-1 1-2 1-3 2-3 3-3 3-4 3-5 4-5 5-5 5-6 | Lidström (Rafalski) — 2 min 58 s (SN) - Holmström (Stuart, Datsiouk) — 7 min 9 s Cleary (Kopecký, Filppula) — 10 min 2 s - Hossa (Kronwall, Stuart) — 26 min 59 s Hossa (Holmström, Lidström) — 31 min 26 s (SN) - Franzén (Hudler, Kronwall) — 59 min 13 s (SN) | Arbitrage : Chris Lee, Dan O’Halloran Steve Miller, Mark Shewchyk |
| Mason            | Gardiens | Osgood                                      | | Arbitrage : Chris Lee, Dan O’Halloran Steve Miller, Mark Shewchyk |
| 14 min           | Pénalités | 6 min                                       | | Arbitrage : Chris Lee, Dan O’Halloran Steve Miller, Mark Shewchyk |
| 32               | Tirs | 41                                          | | Arbitrage : Chris Lee, Dan O’Halloran Steve Miller, Mark Shewchyk |

### Vancouver contre Saint-Louis
| 15 avril | Vancouver | 2-1 (1-0, 1-1, 0-0) | Saint-Louis | General Motors Place 18 630 spectateurs |

| Feuille de match | Feuille de match                                                                      | Feuille de match | Feuille de match                             | Feuille de match                                             |
| ---------------- | ------------------------------------------------------------------------------------- | ---------------- | -------------------------------------------- | ------------------------------------------------------------ |
|                  | D. Sedin (Demitra, Edler) — 10 min 3 s Salo (D. Sedin, H. Sedin) — 25 min 11 s (SN) - | 1-0 2-0 2-1      | - Boyes (Steen, McDonald) — 38 min 16 s (SN) | Arbitrage : Chris Lee, Dan O`Halloran Derek Amell, Mike Cvik |
| Luongo           | Gardiens                                                                              | Mason            |                                              | Arbitrage : Chris Lee, Dan O`Halloran Derek Amell, Mike Cvik |
| 26 min           | Pénalités                                                                             | 24 min           |                                              | Arbitrage : Chris Lee, Dan O`Halloran Derek Amell, Mike Cvik |
| 31               | Tirs                                                                                  | 26               |                                              | Arbitrage : Chris Lee, Dan O`Halloran Derek Amell, Mike Cvik |

| 17 avril | Vancouver | 3-0 (0-0, 1-0, 2-0) | Saint-Louis | General Motors Place 18 630 spectateurs |

| Feuille de match | Feuille de match | Feuille de match | Feuille de match | Feuille de match                                             |
| ---------------- | --- | ---------------- | ---------------- | ------------------------------------------------------------ |
|                  | Sundin (Demitra, Kesler) — 38 min 4 s Burrows (D. Sedin, H. Sedin) — 49 min 46 s H. Sedin (D. Sedin, Salo) — 58 min 36 s (CV) | 1-0 2-0 3-0      | - -              | Arbitrage : Chris Rooney, Brad Watson Derek Amell, Mike Cvik |
| Luongo           | Gardiens | Mason            |                  | Arbitrage : Chris Rooney, Brad Watson Derek Amell, Mike Cvik |
| 25 min           | Pénalités | 17 min           |                  | Arbitrage : Chris Rooney, Brad Watson Derek Amell, Mike Cvik |
| 27               | Tirs | 30               |                  | Arbitrage : Chris Rooney, Brad Watson Derek Amell, Mike Cvik |

| 19 avril | Saint-Louis | 2-3 (1-0, 1-2, 0-1) | Vancouver | Scottrade Center 19 500 spectateurs |

| Feuille de match | Feuille de match                                                                  | Feuille de match    | Feuille de match | Feuille de match                                                  |
| ---------------- | --------------------------------------------------------------------------------- | ------------------- | --- | ----------------------------------------------------------------- |
|                  | Backes (Boyes, McDonald) — 3 min 11 s - McDonald (Perron, Backes) — 36 min 13 s - | 1-0 1-1 1-2 2-2 2-3 | - Öhlund (Edler, Wellwood) — 27 min 57 s (SN) D. Sedin (Salo, Bieksa) — 30 min 18 s (SN) - Bernier (H. Sedin, Salo) — 41 min 41 s (SN) | Arbitrage : Bill McCreary, Brad Meier Scott Driscoll, Mark Wheler |
| Mason            | Gardiens                                                                          | Luongo              | | Arbitrage : Bill McCreary, Brad Meier Scott Driscoll, Mark Wheler |
| 16 min           | Pénalités                                                                         | 16 min              | | Arbitrage : Bill McCreary, Brad Meier Scott Driscoll, Mark Wheler |
| 26               | Tirs                                                                              | 26                  | | Arbitrage : Bill McCreary, Brad Meier Scott Driscoll, Mark Wheler |

| 21 avril | Saint-Louis | 2-3 (pr) (0-1, 2-1, 0-0, 0-1) | Vancouver | Scottrade Center 19 250 spectateurs |

| Feuille de match | Feuille de match                                                          | Feuille de match    | Feuille de match                                                                                   | Feuille de match                                                    |
| ---------------- | ------------------------------------------------------------------------- | ------------------- | -------------------------------------------------------------------------------------------------- | ------------------------------------------------------------------- |
|                  | - Boyes (Jackman) — 33 min 30 s Perron (Backes, McDonald) — 36 min 54 s - | 0-1 0-2 1-2 2-2 2-3 | Wellwood — 5 min 20 s Burrows (O'Brien, Wellwood) — 29 min 23 s - Burrows (Mitchell) — 59 min 41 s | Arbitrage : Dan O'Rourke, Marc Joannette Jonny Murray, Jay Sharrers |
| Mason            | Gardiens                                                                  | Luongo              | | Arbitrage : Dan O'Rourke, Marc Joannette Jonny Murray, Jay Sharrers |
| 6 min            | Pénalités                                                                 | 14 min              | | Arbitrage : Dan O'Rourke, Marc Joannette Jonny Murray, Jay Sharrers |
| 49               | Tirs                                                                      | 36                  | | Arbitrage : Dan O'Rourke, Marc Joannette Jonny Murray, Jay Sharrers |

### Chicago contre Calgary
| 16 avril | Chicago | 3-2 (pr) (0-1, 1-0, 1-1, 1-0) | Calgary | United Center 22 478 spectateurs |

| Feuille de match | Feuille de match                                                                                      | Feuille de match    | Feuille de match                                                                         | Feuille de match                                                   |
| ---------------- | --- | ------------------- | ---------------------------------------------------------------------------------------- | ------------------------------------------------------------------ |
|                  | - Barker (Toews, Walker) — 33 min 17 s - Havlát (Barker) — 54 min 27 s Havlát (Bolland) — 60 min 12 s | 0-1 1-1 1-2 2-2 3-2 | Moss (Conroy, Glencross) — 8 min 38 s - Cammalleri (Langkow, Bertuzzi) — 43 min 54 s - - | Arbitrage : Eric Furlatt, Wes McCauley Scott Driscoll, Mark Wheler |
| Khabibouline     | Gardiens                                                                                              | Kiprusoff           |                                                                                          | Arbitrage : Eric Furlatt, Wes McCauley Scott Driscoll, Mark Wheler |
| 6 min            | Pénalités                                                                                             | 6 min               |                                                                                          | Arbitrage : Eric Furlatt, Wes McCauley Scott Driscoll, Mark Wheler |
| 28               | Tirs                                                                                                  | 25                  |                                                                                          | Arbitrage : Eric Furlatt, Wes McCauley Scott Driscoll, Mark Wheler |

| 18 avril | Chicago | 3-2 (0-2, 3-0, 0-0) | Calgary | United Center 22 154 spectateurs |

| Feuille de match | Feuille de match | Feuille de match    | Feuille de match                                                                          | Feuille de match                                                 |
| ---------------- | --- | ------------------- | ----------------------------------------------------------------------------------------- | ---------------------------------------------------------------- |
|                  | - Toews (Sharp, Barker) — 20 min 46 s (SN) Sharp (Kane, Campbell) — 33 min 58 s Toews (Bolland, Seabrook) — 39 min 36 s | 0-1 0-2 1-2 2-2 3-2 | Iginla (Cammalleri, Phaneuf) — 7 min 44 s (SN) Aucoin (Iginla, Jokinen) — 16 min 15 s - - | Arbitrage : Paul Devorski, Ian Walsh Scott Driscoll, Mark Wheler |
| Khabibouline     | Gardiens | Kiprusoff           |                                                                                           | Arbitrage : Paul Devorski, Ian Walsh Scott Driscoll, Mark Wheler |
| 10 min           | Pénalités | 8 min               |                                                                                           | Arbitrage : Paul Devorski, Ian Walsh Scott Driscoll, Mark Wheler |
| 33               | Tirs | 32                  |                                                                                           | Arbitrage : Paul Devorski, Ian Walsh Scott Driscoll, Mark Wheler |

| 20 avril | Calgary | 4-2 (1-1, 1-0, 2-1) | Chicago | Pengrowth Saddledome 19 289 spectateurs |

| Feuille de match | Feuille de match | Feuille de match        | Feuille de match                                                             | Feuille de match                                                   |
| ---------------- | --- | ----------------------- | ---------------------------------------------------------------------------- | ------------------------------------------------------------------ |
|                  | - Nystrom (Glencross, Aucoin) — 6 min 40 s Bourque (Jokinen) — 37 min 7 s Moss (Pardy, Langkow) — 41 min 18 s Moss (Glencross, Vandermeer) — 45 min 24 s - | 0-1 1-1 2-1 3-1 4-1 4-2 | Sharp (Toews, Havlát) — 2 min 3 s (SN) - Havlát (Sharp, Toews) — 55 min 35 s | Arbitrage : Chris Rooney, Brad Watson Brad Lazarowich, Thor Nelson |
| Kiprusoff        | Gardiens | Khabibouline            |                                                                              | Arbitrage : Chris Rooney, Brad Watson Brad Lazarowich, Thor Nelson |
| 42 min           | Pénalités | 44 min                  |                                                                              | Arbitrage : Chris Rooney, Brad Watson Brad Lazarowich, Thor Nelson |
| 28               | Tirs | 38                      |                                                                              | Arbitrage : Chris Rooney, Brad Watson Brad Lazarowich, Thor Nelson |

| 22 avril | Calgary | 6-4 (1-1, 3-3, 2-0) | Chicago | Pengrowth Saddledome 19 289 spectateurs |

| Feuille de match | Feuille de match | Feuille de match                        | Feuille de match | Feuille de match                                              |
| ---------------- | --- | --------------------------------------- | --- | ------------------------------------------------------------- |
|                  | - Iginla (Cammalleri, Phaneuf) — 5 min 47 s (SN) Jokinen — 20 min 50 s Aucoin (Jokinen, Nystrom) — 28 min 10 s Jokinen (Phaneuf, Nystrom) — 29 min 16 s - Nystrom (Sarich, Langkow) — 53 min 4 s Iginla — 59 min 49 s (CV) | 0-1 1-1 2-1 3-1 4-1 4-2 4-3 4-4 5-4 6-4 | Kane (Sharp, Seabrook) — 4 min 40 s - Versteeg (Campbell, Barker) — 32 min 13 s (SN) Barker (Påhlsson, Versteeg) — 36 min 44 s Påhlsson (Versteeg, Campbell) — 39 min 27 s (SN) - - | Arbitrage : Mike Leggo, Tim Peel Brad Lazarowich, Thor Nelson |
| Kiprusoff        | Gardiens | Khabibouline                            | | Arbitrage : Mike Leggo, Tim Peel Brad Lazarowich, Thor Nelson |
| 8 min            | Pénalités | 2 min                                   | | Arbitrage : Mike Leggo, Tim Peel Brad Lazarowich, Thor Nelson |
| 27               | Tirs | 32                                      | | Arbitrage : Mike Leggo, Tim Peel Brad Lazarowich, Thor Nelson |

| 25 avril | Chicago | 5-1 (3-0, 2-1, 0-0) | Calgary | United Center 22 563 spectateurs |

| Feuille de match | Feuille de match | Feuille de match                                 | Feuille de match                 | Feuille de match                                                  |
| ---------------- | --- | ------------------------------------------------ | -------------------------------- | ----------------------------------------------------------------- |
|                  | Seabrook (Havlát, Versteeg) — 9 min 19 s Sharp (Toews, Hjalmarsson) — 10 min 49 s Versteeg (Seabrook) — 11 min 8 s - Ladd (Bolland, Seabrook) — 26 min 14 s Barker (Havlát, Byfuglien) — 34 min 56 s | 1-0 2-0 3-0 3-1 4-1 5-1                          | - Boyd (Pardy) — 22 min 45 s - - | Arbitrage : Chris Lee, Dan O’Halloran Steve Miller, Mark Shewchyk |
| Khabibouline     | Gardiens | Kiprusoff (26 min 14 s) McElhinney (33 min 46 s) |                                  | Arbitrage : Chris Lee, Dan O’Halloran Steve Miller, Mark Shewchyk |
| 13 min           | Pénalités | 15 min                                           |                                  | Arbitrage : Chris Lee, Dan O’Halloran Steve Miller, Mark Shewchyk |
| 28               | Tirs | 20                                               |                                  | Arbitrage : Chris Lee, Dan O’Halloran Steve Miller, Mark Shewchyk |

| 27 avril | Calgary | 1-4 (0-2, 0-1, 1-1) | Chicago | Pengrowth Saddledome 19 289 spectateurs |

| Feuille de match | Feuille de match                     | Feuille de match    | Feuille de match | Feuille de match                                                |
| ---------------- | ------------------------------------ | ------------------- | --- | --------------------------------------------------------------- |
|                  | - Bertuzzi (Leopold) — 40 min 54 s - | 0-1 0-2 0-3 1-3 1-4 | Kane (Byfuglien, Versteeg) — 2 min 20 s (SN) Burish (Byfuglien, Versteeg) — 10 min 11 s Campbell (Kane) — 34 min 57 s (SN) - Byfuglien (Påhlsson, Seabrook) — 59 min 55 s (CV) | Arbitrage : Marc Joannette, Dan O’Rourke Shane Heyer, Tim Nowak |
| Kiprusoff        | Gardiens                             | Khabibouline        | | Arbitrage : Marc Joannette, Dan O’Rourke Shane Heyer, Tim Nowak |
| 4 min            | Pénalités                            | 6 min               | | Arbitrage : Marc Joannette, Dan O’Rourke Shane Heyer, Tim Nowak |
| 44               | Tirs                                 | 16                  | | Arbitrage : Marc Joannette, Dan O’Rourke Shane Heyer, Tim Nowak |

## Demi-finales d'association

### Boston contre Caroline
| 1er mai | Boston | 4-1 (1-1, 2-0, 1-0) | Caroline | TD Banknorth Garden 17 565 spectateurs |

| Feuille de match | Feuille de match | Feuille de match    | Feuille de match                              | Feuille de match                                                      |
| ---------------- | --- | ------------------- | --------------------------------------------- | --------------------------------------------------------------------- |
|                  | A. Ward (Ryder, Krejčí) — 1 min 34 s - Savard (Kessel, Lucic) — 27 min 21 s Ryder — 32 min 41 s Savard (Kessel) — 47 min 21 s | 1-0 1-1 2-1 3-1 4-1 | - Jokinen (Bayda, Pitkänen) — 18 min 50 s - - | Arbitrage : Paul Devorski, Dennis LaRue Lonnie Cameron, Greg Devorski |
| Thomas           | Gardiens | C. Ward             |                                               | Arbitrage : Paul Devorski, Dennis LaRue Lonnie Cameron, Greg Devorski |
| 4 min            | Pénalités | 8 min               |                                               | Arbitrage : Paul Devorski, Dennis LaRue Lonnie Cameron, Greg Devorski |
| 24               | Tirs | 27                  |                                               | Arbitrage : Paul Devorski, Dennis LaRue Lonnie Cameron, Greg Devorski |

| 3 mai | Boston | 0-3 (0-0, 0-2, 0-1) | Caroline | TD Banknorth Garden 17 565 spectateurs |

| Feuille de match | Feuille de match | Feuille de match | Feuille de match                                                                                      | Feuille de match                                                   |
| ---------------- | ---------------- | ---------------- | --- | ------------------------------------------------------------------ |
|                  | - -              | 0-1 0-2 0-3      | Corvo (Staal, Cole) — 22 min 30 s Cullen (Larose) — 27 min 32 s (IN) Staal (Corvo) — 59 min 32 s (CV) | Arbitrage : Dan O'Halloran, Mike Leggo Derek Amell, Pierre Racicot |
| Thomas           | Gardiens         | C. Ward          | | Arbitrage : Dan O'Halloran, Mike Leggo Derek Amell, Pierre Racicot |
| 2 min            | Pénalités        | 8 min            | | Arbitrage : Dan O'Halloran, Mike Leggo Derek Amell, Pierre Racicot |
| 36               | Tirs             | 25               | | Arbitrage : Dan O'Halloran, Mike Leggo Derek Amell, Pierre Racicot |

| 6 mai | Caroline | 3-2 (pr) (1-1, 1-0, 0-1, 1-0) | Boston | RBC Center 18 680 spectateurs |

| Feuille de match | Feuille de match                                                                                              | Feuille de match    | Feuille de match                                                                 | Feuille de match                                                  |
| ---------------- | --- | ------------------- | -------------------------------------------------------------------------------- | ----------------------------------------------------------------- |
|                  | - Staal — 36 min 49 s (SN) Samsonov (Walker, Jokinen) — 37 min 58 s - Jokinen (Samsonov, Ruutu) — 62 min 48 s | 0-1 1-1 2-1 2-2 3-2 | Lucic (Wideman, Savard) — 8 min 43 s - Recchi (Kobasew, Montador) — 49 min 3 s - | Arbitrage : Eric Furlatt, Bill McCreary Shane Heyer, Brian Murphy |
| C. Ward          | Gardiens | Thomas              |                                                                                  | Arbitrage : Eric Furlatt, Bill McCreary Shane Heyer, Brian Murphy |
| 4 min            | Pénalités | 6 min               |                                                                                  | Arbitrage : Eric Furlatt, Bill McCreary Shane Heyer, Brian Murphy |
| 41               | Tirs | 23                  |                                                                                  | Arbitrage : Eric Furlatt, Bill McCreary Shane Heyer, Brian Murphy |

| 8 mai | Caroline | 4-1 (1-0, 0-1, 3-0) | Boston | RBC Center 18 878 spectateurs |

| Feuille de match | Feuille de match | Feuille de match    | Feuille de match                                | Feuille de match                                                |
| ---------------- | --- | ------------------- | ----------------------------------------------- | --------------------------------------------------------------- |
|                  | Staal (Cole) — 4 min 54 s (SN) - Jokinen (Brind'Amour, Babtchouk) — 42 min 52 s (SN) Samsonov (Jokinen, Ruutu) — 54 min 31 s Staal (Corvo, Jokinen) — 55 min 41 s | 1-0 1-1 2-1 3-1 4-1 | - Savard (Recchi, Ryder) — 22 min 37 s (SN) - - | Arbitrage : Kevin Pollock, Dave Jackson Jean Morin, Thor Nelson |
| C. Ward          | Gardiens | Thomas              |                                                 | Arbitrage : Kevin Pollock, Dave Jackson Jean Morin, Thor Nelson |
| 14 min           | Pénalités | 18 min              |                                                 | Arbitrage : Kevin Pollock, Dave Jackson Jean Morin, Thor Nelson |
| 31               | Tirs | 21                  |                                                 | Arbitrage : Kevin Pollock, Dave Jackson Jean Morin, Thor Nelson |

| 10 mai | Boston | 4-0 (2-0, 1-0, 1-0) | Caroline | TD Banknorth Garden 17 565 spectateurs |

| Feuille de match | Feuille de match | Feuille de match | Feuille de match | Feuille de match                                            |
| ---------------- | --- | ---------------- | ---------------- | ----------------------------------------------------------- |
|                  | Recchi (Chára, Wideman) — 14 min 48 s (SN) Kessel (Savard, Lucic) — 18 min 36 s Kessel (Savard, Chára) — 24 min 40 s Lucic (Ryder, Bergeron) — 52 min 21 s | 1-0 2-0 3-0 4-0  | - -              | Arbitrage : Brad Watson, Tim Peel Shane Heyer, Brian Murphy |
| Thomas           | Gardiens | C. Ward          |                  | Arbitrage : Brad Watson, Tim Peel Shane Heyer, Brian Murphy |
| 35 min           | Pénalités | 48 min           |                  | Arbitrage : Brad Watson, Tim Peel Shane Heyer, Brian Murphy |
| 40               | Tirs | 19               |                  | Arbitrage : Brad Watson, Tim Peel Shane Heyer, Brian Murphy |

| 12 mai | Caroline | 2-4 (0-2, 1-2, 1-0) | Boston | RBC Center 18 680 spectateurs |

| Feuille de match | Feuille de match                                                                  | Feuille de match        | Feuille de match | Feuille de match                                                |
| ---------------- | --------------------------------------------------------------------------------- | ----------------------- | --- | --------------------------------------------------------------- |
|                  | - Cullen (Walker, Larose) — 22 min 49 s - Samsonov (Gleason, Staal) — 47 min 20 s | 0-1 0-2 1-2 1-3 1-4 2-4 | Recchi (Bergeron, Kobasew) — 2 min 1 s Montador (Krejčí, Ryder) — 5 min 4 s - Savard (Lucic, Wideman) — 28 min 53 s Kobasew (Bergeron, Recchi) — 38 min 3 s - | Arbitrage : Marc Joannette, Kelly Sutherland Shane Heyer, Brian |
| C. Ward          | Gardiens                                                                          | Thomas                  | | Arbitrage : Marc Joannette, Kelly Sutherland Shane Heyer, Brian |
| 4 min            | Pénalités                                                                         | 6 min                   | | Arbitrage : Marc Joannette, Kelly Sutherland Shane Heyer, Brian |
| 33               | Tirs                                                                              | 19                      | | Arbitrage : Marc Joannette, Kelly Sutherland Shane Heyer, Brian |

| 14 mai | Boston | 2-3 (pr) (1-1, 0-1, 1-0, 0-1) | Caroline | TD Banknorth Garden 17 565 spectateurs |

| Feuille de match | Feuille de match                                                    | Feuille de match    | Feuille de match | Feuille de match                                                    |
| ---------------- | ------------------------------------------------------------------- | ------------------- | --- | ------------------------------------------------------------------- |
|                  | Bitz (Krejčí) — 7 min 42 s - Lucic (Savard, Kessel) — 46 min 19 s - | 1-0 1-1 1-2 2-2 2-3 | - Brind'Amour (Seidenberg, Pitkänen) — 13 min 59 s Samsonov (Pitkänen, Kaberle) — 27 min 45 s - Walker (Whitney, Seidenberg) — 78 min 46 s | Arbitrage : Dave Jackson, Kevin Pollock Derek Amell, Pierre Racicot |
| Thomas           | Gardiens                                                            | C. Ward             | | Arbitrage : Dave Jackson, Kevin Pollock Derek Amell, Pierre Racicot |
| 4 min            | Pénalités                                                           | 8 min               | | Arbitrage : Dave Jackson, Kevin Pollock Derek Amell, Pierre Racicot |
| 36               | Tirs                                                                | 37                  | | Arbitrage : Dave Jackson, Kevin Pollock Derek Amell, Pierre Racicot |

### Washington contre Pittsburgh
| 2 mai | Washington | 3-2 (2-1, 0-1, 1-0) | Pittsburgh | Verizon Center 18 277 spectateurs |

| Feuille de match | Feuille de match | Feuille de match    | Feuille de match                                                              | Feuille de match                                                |
| ---------------- | --- | ------------------- | ----------------------------------------------------------------------------- | --------------------------------------------------------------- |
|                  | - Steckel (Bradley, Laich) — 13 min 50 s Ovetchkine (Siomine, Bäckström) — 17 min 3 s (SN) - Fleischmann (Bäckström, Siomine) — 41 min 46 s | 0–1 1–1 2–1 2–2 3–2 | Crosby (Guerin, Gontchar) — 4 min 9 s - Eaton (Malkine, Kunitz) — 32 min 54 s | Arbitrage : Dave Jackson, Kevin Pollock Thor Nelson, Jean Morin |
| Varlamov         | Gardiens | Fleury              |                                                                               | Arbitrage : Dave Jackson, Kevin Pollock Thor Nelson, Jean Morin |
| 10 min           | Pénalités | 4 min               |                                                                               | Arbitrage : Dave Jackson, Kevin Pollock Thor Nelson, Jean Morin |
| 36               | Tirs | 26                  |                                                                               | Arbitrage : Dave Jackson, Kevin Pollock Thor Nelson, Jean Morin |

| 4 mai | Washington | 4-3 (0-1, 2-1, 2-1) | Pittsburgh | Verizon Center 18 277 spectateurs |

| Feuille de match | Feuille de match | Feuille de match            | Feuille de match | Feuille de match                                                     |
| ---------------- | --- | --------------------------- | --- | -------------------------------------------------------------------- |
|                  | Ovetchkine (Kozlov, Fiodorov) — 22 min 18 s - Steckel (Sloan, Pothier) — 35 min 49 s Ovetchkine (Green, Bäckström) — 52 min 53 s (SN) Ovetchkine (Kozlov, Fiodorov) — 55 min 22 s - | 0–1 1–1 1–2 2–2 3–2 4–2 4–3 | Crosby (Gontchar, Letang) — 6 min 38 s (SN) - Crosby (Guerin, Kunitz) — 30 min 57 s - Crosby (Malkine, Sýkora) — 59 min 29 s | Arbitrage : Marc Joannette, Kelly Sutherland Thor Nelson, Jean Morin |
| Varlamov         | Gardiens | Fleury                      | | Arbitrage : Marc Joannette, Kelly Sutherland Thor Nelson, Jean Morin |
| 14 min           | Pénalités | 14 min                      | | Arbitrage : Marc Joannette, Kelly Sutherland Thor Nelson, Jean Morin |
| 36               | Tirs | 33                          | | Arbitrage : Marc Joannette, Kelly Sutherland Thor Nelson, Jean Morin |

| 6 mai | Pittsburgh | 3-2 (pr) (0-1, 1-0, 1-1, 1-0) | Washington | Mellon Arena 17 132 spectateurs |

| Feuille de match | Feuille de match | Feuille de match    | Feuille de match                                                                       | Feuille de match                                                    |
| ---------------- | --- | ------------------- | -------------------------------------------------------------------------------------- | ------------------------------------------------------------------- |
|                  | - Fedotenko (Talbot, Letang) — 29 min 29 s Malkine (Crosby, Gontchar) — 35 min 1 s (SN) - Letang (Eaton, Crosby) — 71 min 23 s | 0–1 1–1 2–1 2–2 3–2 | Ovetchkine (Green) — 1 min 23 s - Bäckström (Ovetchkine, Siomine) — 58 min 10 s (SN) - | Arbitrage : Dan O'Halloran, Mike Leggo Scott Driscoll, Steve Miller |
| Fleury           | Gardiens | Varlamov            |                                                                                        | Arbitrage : Dan O'Halloran, Mike Leggo Scott Driscoll, Steve Miller |
| 4 min            | Pénalités | 14 min              |                                                                                        | Arbitrage : Dan O'Halloran, Mike Leggo Scott Driscoll, Steve Miller |
| 42               | Tirs | 24                  |                                                                                        | Arbitrage : Dan O'Halloran, Mike Leggo Scott Driscoll, Steve Miller |

| 8 mai | Pittsburgh | 5-3 (3-1, 0-1, 2-1) | Washington | Mellon Arena 17 132 spectateurs |

| Feuille de match | Feuille de match | Feuille de match                | Feuille de match | Feuille de match                                            |
| ---------------- | --- | ------------------------------- | --- | ----------------------------------------------------------- |
|                  | - Gontchar — 3 min 55 s (SN) Guerin (Crosby, Kunitz) — 10 min 47 s Fedotenko (Staal, Scuderi) — 15 min 25 s - Crosby (Šatan, Guerin) — 24 min 16 s - Talbot (Fedotenko, Scuderi) — 56 min 46 s | 0–1 1–1 2–1 3–1 3–2 4–2 4–3 5–3 | Bäckström (Siomine) — 36 s - Clark (Green, Ovetchkine) — 35 min 8 s - Jurčina (Gordon, Bradley) — 46 min 23 s (IN) - | Arbitrage : Brad Watson, Tim Peel Shane Heyer, Brian Murphy |
| Fleury           | Gardiens | Varlamov                        | | Arbitrage : Brad Watson, Tim Peel Shane Heyer, Brian Murphy |
| 8 min            | Pénalités | 12 min                          | | Arbitrage : Brad Watson, Tim Peel Shane Heyer, Brian Murphy |
| 28               | Tirs | 22                              | | Arbitrage : Brad Watson, Tim Peel Shane Heyer, Brian Murphy |

| 9 mai | Washington | 3-4 (pr) (0-0, 2-1, 1-2, 0-1) | Pittsburgh | Verizon Center 18 277 spectateurs |

| Feuille de match | Feuille de match | Feuille de match            | Feuille de match | Feuille de match                           |
| ---------------- | --- | --------------------------- | --- | ------------------------------------------ |
|                  | - Ovetchkine (Poti) — 26 min 16 s Bäckström (Fiodorov, Ovetchkine) — 34 min 35 s (SN) - Ovetchkine (Bäckström, Green) — 55 min 52 s | 0–1 1–1 2–1 2–2 2–3 3–3 3–4 | Staal (Šatan, Orpik) — 25 min 17 s - Fedotenko (Malkine, Letang) — 40 min 51 s Cooke (Kennedy, Staal) — 46 min 27 s - Malkine (Kunitz) — 63 min 28 s (SN) | Arbitrage : McCreary Furlatt Amell Racicot |
| Varlamov         | Gardiens | Fleury                      | | Arbitrage : McCreary Furlatt Amell Racicot |
| 8 min            | Pénalités | 8 min                       | | Arbitrage : McCreary Furlatt Amell Racicot |
| 31               | Tirs | 42                          | | Arbitrage : McCreary Furlatt Amell Racicot |

| 11 mai | Pittsburgh | 4-5 (pr) (1-0, 1-2, 2-2, 0-1) | Washington | Mellon Arena 17 132 spectateurs |

| Feuille de match | Feuille de match | Feuille de match                    | Feuille de match | Feuille de match                                                      |
| ---------------- | --- | ----------------------------------- | --- | --------------------------------------------------------------------- |
|                  | Guerin (Crosby, Kunitz) — 5 min 55 s - Eaton (Malkine, Boucher) — 39 min 26 s (SN) Letang (Goligoski, Malkine) — 44 min 40 s (SN) - Crosby (Orpik, Malkine) — 55 min 42 s | 1–0 1–1 1–2 2–2 3–2 3–3 4–3 4–4 4–5 | - Kozlov (Ovetchkine, Morrisonn) — 26 min 27 s Fleischmann (Fiodorov, Siomine) — 39 min 26 s - Laich (Siomine, Ovetchkine) — 45 min 38 s (SN) Kozlov (BäckströmvOvetchkine) — 46 min 7 s - Steckel (Laich, Bradley) — 66 min 22 s | Arbitrage : Paul Devorski, Dennis LaRue Brad Lazarowich, Jay Sharrers |
| Fleury           | Gardiens | Varlamov                            | | Arbitrage : Paul Devorski, Dennis LaRue Brad Lazarowich, Jay Sharrers |
| 8 min            | Pénalités | 10 min                              | | Arbitrage : Paul Devorski, Dennis LaRue Brad Lazarowich, Jay Sharrers |
| 42               | Tirs | 25                                  | | Arbitrage : Paul Devorski, Dennis LaRue Brad Lazarowich, Jay Sharrers |

| 13 mai | Washington | 2-6 (0-2, 1-3, 1-1) | Pittsburgh | Verizon Center 18 277 spectateurs |

| Feuille de match | Feuille de match                                              | Feuille de match                | Feuille de match | Feuille de match                                                        |
| ---------------- | ------------------------------------------------------------- | ------------------------------- | --- | ----------------------------------------------------------------------- |
|                  | - Ovetchkine — 38 min 9 s - Laich (Fleischmann) — 46 min 36 s | 0–1 0–2 0–3 0–4 0–5 1–5 1–6 2–6 | Crosby (Gontchar, Malkine) — 12 min 36 s (SN) Adams (Fedotenko, Orpik) — 12 min 44 s Guerin (Crosby) — 20 min 28 s Letang (Malkine, Šatan) — 22 min 12 s Staal (Šatan) — 31 min 37 s - Crosby — 42 min 2 s (SN) - | Arbitrage : Dan O'Halloran, Bill McCreary Brad Lazarowich, Jay Sharrers |
| Varlamov         | Gardiens                                                      | Fleury                          | | Arbitrage : Dan O'Halloran, Bill McCreary Brad Lazarowich, Jay Sharrers |
| 8 min            | Pénalités                                                     | 0 min                           | | Arbitrage : Dan O'Halloran, Bill McCreary Brad Lazarowich, Jay Sharrers |
| 21               | Tirs                                                          | 30                              | | Arbitrage : Dan O'Halloran, Bill McCreary Brad Lazarowich, Jay Sharrers |

### Détroit contre Anaheim
| 1er mai | Détroit | 3-2 (1-1, 1-1, 1-0) | Anaheim | Joe Louis Arena 20 066 spectateurs |

| Feuille de match | Feuille de match | Feuille de match    | Feuille de match                                                                        | Feuille de match                                                           |
| ---------------- | --- | ------------------- | --------------------------------------------------------------------------------------- | -------------------------------------------------------------------------- |
|                  | - Franzén (Lidström, Osgood) — 12 min 33 s (SN) Lidström (Stuart, Datsiouk) — 34 min 24 s (SN) - Lidström (Cleary, Zetterberg) — 59 min 10 s | 0-1 1-1 2-1 2-2 3-2 | Perry (Getzlaf, Pronger) — 7 min 28 s - Selänne (Getzlaf, Pronger) — 39 min 43 s (SN) - | Arbitrage : Kelly Sutherland, Marc Joannette Brad Lazarowich, Jay Sharrers |
| Osgood           | Gardiens | Hiller              |                                                                                         | Arbitrage : Kelly Sutherland, Marc Joannette Brad Lazarowich, Jay Sharrers |
| 15 min           | Pénalités | 30 min              |                                                                                         | Arbitrage : Kelly Sutherland, Marc Joannette Brad Lazarowich, Jay Sharrers |
| 37               | Tirs | 24                  |                                                                                         | Arbitrage : Kelly Sutherland, Marc Joannette Brad Lazarowich, Jay Sharrers |

| 3 mai | Détroit | 3-4 (3 pr) (2-2, 0-1, 1-0, 0-0, 0-0, 0-1) | Anaheim | Joe Louis Arena 20 066 spectateurs |

| Feuille de match | Feuille de match | Feuille de match            | Feuille de match | Feuille de match                                                      |
| ---------------- | --- | --------------------------- | --- | --------------------------------------------------------------------- |
|                  | Stuart (Lidström, Hudler) — 6 min (SN) - Samuelsson (Filppula, Lebda) — 13 min 54 s - Franzén (Zetterberg, Cleary) — 45 min 19 s - | 1-0 1-1 1-2 2-2 2-3 3-3 3-4 | - Getzlaf (Perry, Ryan) — 8 min 16 s Pronger (Getzlaf, Perry) — 8 min 50 s (SN) - Carter (S. Niedermayer, Getzlaf) — 24 min 42 s (SN) - Marchant (Wisniewski) — 101 min 15 s | Arbitrage : Bill McCreary, Eric Furlatt Brad Lazarowich, Jay Sharrers |
| Osgood           | Gardiens | Hiller                      | | Arbitrage : Bill McCreary, Eric Furlatt Brad Lazarowich, Jay Sharrers |
| 8 min            | Pénalités | 6 min                       | | Arbitrage : Bill McCreary, Eric Furlatt Brad Lazarowich, Jay Sharrers |
| 62               | Tirs | 46                          | | Arbitrage : Bill McCreary, Eric Furlatt Brad Lazarowich, Jay Sharrers |

| 5 mai | Anaheim | 2-1 (1-0, 1-1, 0-0) | Détroit | Honda Center 17 774 spectateurs |

| Feuille de match | Feuille de match                                                                      | Feuille de match | Feuille de match                                     | Feuille de match                                                |
| ---------------- | ------------------------------------------------------------------------------------- | ---------------- | ---------------------------------------------------- | --------------------------------------------------------------- |
|                  | Selänne (Carter) — 12 min 49 s S. Niedermayer (Getzlaf, Pronger) — 28 min 16 s (SN) - | 1-0 2-0 2-1      | - Zetterberg (Samuelsson, Hudler) — 34 min 20 s (SN) | Arbitrage : Tim Peel, Brad Watson Lonnie Cameron, Greg Devorski |
| Hiller           | Gardiens                                                                              | Osgood           |                                                      | Arbitrage : Tim Peel, Brad Watson Lonnie Cameron, Greg Devorski |
| 14 min           | Pénalités                                                                             | 12 min           |                                                      | Arbitrage : Tim Peel, Brad Watson Lonnie Cameron, Greg Devorski |
| 23               | Tirs                                                                                  | 46               |                                                      | Arbitrage : Tim Peel, Brad Watson Lonnie Cameron, Greg Devorski |

| 7 mai | Anaheim | 3-6 (1-2, 1-2, 1-2) | Détroit | Honda Center 17 601 spectateurs |

| Feuille de match                           | Feuille de match                                                                                            | Feuille de match                    | Feuille de match | Feuille de match                                                      |
| ------------------------------------------ | --- | ----------------------------------- | --- | --------------------------------------------------------------------- |
|                                            | Perry (Pronger) — 42 s - Perry (Getzlaf) — 31 min 3 s - S. Niedermayer (Perry, Getzlaf) — 50 min 3 s (SN) - | 1-0 1-1 1-2 2-2 2-3 2-4 2-5 3-5 3-6 | - Franzén (Filppula, Ericsson) — 11 min 49 s Franzén (Kronwall) — 19 min 24 s - Hossa (Franzén) — 36 min 2 s Hossa (Lidström, Filppula) — 39 min 4 s (SN) Samuelsson (Maltby) — 42 min 46 s - Zetterberg (Lebda) — 57 min 27 s (CV) | Arbitrage : Paul Devorski, Dennis LaRue Greg Devorski, Lonnie Cameron |
| Hiller (42 min 44 s) Giguère (16 min 49 s) | Gardiens | Osgood                              | | Arbitrage : Paul Devorski, Dennis LaRue Greg Devorski, Lonnie Cameron |
| 15 min                                     | Pénalités                                                                                                   | 11 min                              | | Arbitrage : Paul Devorski, Dennis LaRue Greg Devorski, Lonnie Cameron |
| 28                                         | Tirs | 40                                  | | Arbitrage : Paul Devorski, Dennis LaRue Greg Devorski, Lonnie Cameron |

| 10 mai | Détroit | 4-1 (0-0, 2-1, 2-0) | Anaheim | Joe Louis Arena 20 066 spectateurs |

| Feuille de match | Feuille de match | Feuille de match    | Feuille de match                                       | Feuille de match                                                    |
| ---------------- | --- | ------------------- | ------------------------------------------------------ | ------------------------------------------------------------------- |
|                  | Franzén (Abdelkader, Ericsson) — 23 min 23 s Hudler (Zetterberg, Lebda) — 24 min 2 s - Helm (Zetterberg, Cleary) — 56 min 52 s Zetterberg (Lidström, Datsiouk) — 59 min 8 s (CV) | 1-0 2-0 2-1 3-1 4-1 | - Whitney (Christensen, Ebbett) — 35 min 37 s (SN) - - | Arbitrage : Mike Leggo, Dan O’Halloran Scott Driscoll, Steve Miller |
| Osgood           | Gardiens | Hiller              |                                                        | Arbitrage : Mike Leggo, Dan O’Halloran Scott Driscoll, Steve Miller |
| 6 min            | Pénalités | 8 min               |                                                        | Arbitrage : Mike Leggo, Dan O’Halloran Scott Driscoll, Steve Miller |
| 38               | Tirs | 17                  |                                                        | Arbitrage : Mike Leggo, Dan O’Halloran Scott Driscoll, Steve Miller |

| 12 mai | Anaheim | 2-1 (0-0, 2-0, 0-1) | Détroit | Honda Center 17 174 spectateurs |

| Feuille de match | Feuille de match                                                                         | Feuille de match | Feuille de match                                  | Feuille de match                                                |
| ---------------- | ---------------------------------------------------------------------------------------- | ---------------- | ------------------------------------------------- | --------------------------------------------------------------- |
|                  | Getzlaf (Perry, S. Niedermayer) — 22 min 21 s (SN) Perry (Getzlaf, Ryan) — 37 min 35 s - | 1-0 2-0 2-1      | - Franzén (Hudler, Zetterberg) — 57 min 35 s (SN) | Arbitrage : Dave Jackson, Kevin Pollock Jean Morin, Thor Nelson |
| Hiller           | Gardiens                                                                                 | Osgood           |                                                   | Arbitrage : Dave Jackson, Kevin Pollock Jean Morin, Thor Nelson |
| 46 min           | Pénalités                                                                                | 20 min           |                                                   | Arbitrage : Dave Jackson, Kevin Pollock Jean Morin, Thor Nelson |
| 28               | Tirs                                                                                     | 39               |                                                   | Arbitrage : Dave Jackson, Kevin Pollock Jean Morin, Thor Nelson |

| 14 mai | Détroit | 4-3 (1-0, 2-2, 1-1) | Anaheim | Joe Louis Arena 20 066 spectateurs |

| Feuille de match | Feuille de match | Feuille de match            | Feuille de match | Feuille de match                                                   |
| ---------------- | --- | --------------------------- | --- | ------------------------------------------------------------------ |
|                  | Hudler (Franzén, Zetterberg) — 15 min 43 s (SN) Helm (Hossa) — 21 min 17 s - Samuelsson (Datsiouk, Filppula) — 36 min 23 s - Cleary (Zetterberg, Lidström) — 57 min | 1-0 2-0 2-1 3-1 3-2 3-3 4-3 | - Selänne (Carter, Whitney) — 34 min 50 s - Perry (Pronger, Selänne) — 37 min 12 s (SN) Ryan (Perry, S. Niedermayer) — 47 min 37 s - | Arbitrage : Paul Devorski, Marc Joannette Steve Miller, Jean Morin |
| Osgood           | Gardiens | Hiller                      | | Arbitrage : Paul Devorski, Marc Joannette Steve Miller, Jean Morin |
| 10 min           | Pénalités | 10 min                      | | Arbitrage : Paul Devorski, Marc Joannette Steve Miller, Jean Morin |
| 40               | Tirs | 27                          | | Arbitrage : Paul Devorski, Marc Joannette Steve Miller, Jean Morin |

### Vancouver contre Chicago
| 30 avril | Vancouver | 5-3 (1-0, 2-0, 2-3) | Chicago | General Motors Place 18 630 spectateurs |

| Feuille de match | Feuille de match | Feuille de match                | Feuille de match | Feuille de match                                                     |
| ---------------- | --- | ------------------------------- | --- | -------------------------------------------------------------------- |
|                  | Demitra (Sundin, Wellwood) — 15 min 22 s (SN) H. Sedin (D. Sedin, Bernier) — 25 min 13 s Kesler (Wellwood, Edler) — 35 min 23 s - Salo (Bernier, Raymond) — 58 min 47 s Johnson (Burrows) — 59 min 44 s (CV) | 1-0 2-0 3-0 3-1 3-2 3-3 4-3 5-3 | - Kane (Havlát, Keith) — 41 min 1 s Kane (Seabrook, Versteeg) — 50 min 11 s (SN) Bolland (Keith, Eager) — 54 min 31 s - - | Arbitrage : Bill McCreary, Eric Furlatt Steve Driscoll, Steve Miller |
| Luongo           | Gardiens | Khabibouline                    | | Arbitrage : Bill McCreary, Eric Furlatt Steve Driscoll, Steve Miller |
| 6 min            | Pénalités | 14 min                          | | Arbitrage : Bill McCreary, Eric Furlatt Steve Driscoll, Steve Miller |
| 27               | Tirs | 31                              | | Arbitrage : Bill McCreary, Eric Furlatt Steve Driscoll, Steve Miller |

| 2 mai | Vancouver | 3-6 (2-0, 0-3, 1-3) | Chicago | General Motors Place 18 630 spectateurs |

| Feuille de match | Feuille de match | Feuille de match                    | Feuille de match | Feuille de match                                               |
| ---------------- | --- | ----------------------------------- | --- | -------------------------------------------------------------- |
|                  | Salo (H. Sedin, D. Sedin) — 5 min 35 s (SN) Edler (Sundin, Bieksa) — 6 min 44 s (SN) - H. Sedin (Sundin, Edler) — 58 min 50 s (CV) - | 1-0 2-0 2-1 2-2 2-3 2-4 2-5 3-5 3-6 | - Sharp (Walker) — 30 min 24 s Sharp (Seabrook, Kane) — 33 min 30 s (SN) Bolland (Keith) — 36 min 50 s (IN) Eager (Burish) — 42 min 13 s Kane (Toews, Brouwer) — 57 min 15 s (SN) - Bolland | Arbitrage : Brad Watson, Tim Peel Steve Miller, Scott Driscoll |
| Luongo           | Gardiens | Khabibouline                        | | Arbitrage : Brad Watson, Tim Peel Steve Miller, Scott Driscoll |
| 52 min           | Pénalités | 50 min                              | | Arbitrage : Brad Watson, Tim Peel Steve Miller, Scott Driscoll |
| 21               | Tirs | 32                                  | | Arbitrage : Brad Watson, Tim Peel Steve Miller, Scott Driscoll |

| 5 mai | Chicago | 1-3 (0-1, 1-2, 0-0) | Vancouver | United Center 22 659 spectateurs |

| Feuille de match | Feuille de match                             | Feuille de match | Feuille de match                                                                                                   | Feuille de match                                                    |
| ---------------- | -------------------------------------------- | ---------------- | --- | ------------------------------------------------------------------- |
|                  | - Campbell (Havlát, Keith) — 31 min 9 s (SN) | 0-1 0-2 0-3 1-3  | Raymond (Kesler, Bieksa) — 15 min 34 s Bernier (Edler, D. Sedin) — 21 min (SN) H. Sedin (D. Sedin) — 28 min 40 s - | Arbitrage : Dave Jackson, Kevin Pollock Derek Amell, Pierre Racicot |
| Khabibouline     | Gardiens                                     | Luongo           | | Arbitrage : Dave Jackson, Kevin Pollock Derek Amell, Pierre Racicot |
| 12 min           | Pénalités                                    | 12 min           | | Arbitrage : Dave Jackson, Kevin Pollock Derek Amell, Pierre Racicot |
| 24               | Tirs                                         | 21               | | Arbitrage : Dave Jackson, Kevin Pollock Derek Amell, Pierre Racicot |

| 7 mai | Chicago | 2-1 (pr) (0-0, 0-1, 1-0, 1-0) | Vancouver | United Center 22 682 spectateurs |

| Feuille de match | Feuille de match                                                            | Feuille de match | Feuille de match                              | Feuille de match                                                         |
| ---------------- | --------------------------------------------------------------------------- | ---------------- | --------------------------------------------- | ------------------------------------------------------------------------ |
|                  | - Havlát (Ladd, Bolland) — 57 min 16 s Ladd (Bolland, Havlát) — 62 min 52 s | 0-1 1-1 2-1      | Hordichuk (Rypien, Johnson) — 28 min 32 s - - | Arbitrage : Kelly Sutherland, Marc Joannette Derek Amell, Pierre Racicot |
| Khabibouline     | Gardiens                                                                    | Luongo           |                                               | Arbitrage : Kelly Sutherland, Marc Joannette Derek Amell, Pierre Racicot |
| 8 min            | Pénalités                                                                   | 10 min           |                                               | Arbitrage : Kelly Sutherland, Marc Joannette Derek Amell, Pierre Racicot |
| 28               | Tirs                                                                        | 15               |                                               | Arbitrage : Kelly Sutherland, Marc Joannette Derek Amell, Pierre Racicot |

| 9 mai | Vancouver | 2-4 (1-1, 1-1, 0-2) | Chicago | General Motors Place 18 630 spectateurs |

| Feuille de match | Feuille de match                                                                   | Feuille de match        | Feuille de match | Feuille de match                                                      |
| ---------------- | ---------------------------------------------------------------------------------- | ----------------------- | --- | --------------------------------------------------------------------- |
|                  | - Kesler (Wellwood, Sundin) — 17 min 54 s (SN) Sundin (H. Sedin) — 31 min 16 s - - | 0-1 1-1 2-1 2-2 2-3 2-4 | Byfuglien (Campbell, Versteeg) — 15 min 27 s - Byfuglien (Campbell) — 38 min 22 s (SN) Bolland (Kane, Keith) — 54 min 55 s (SN) Havlát — 58 min 58 s (CV) | Arbitrage : Paul Devorski, Dennis LaRue Brad Lazarowich, Jay Sharrers |
| Luongo           | Gardiens                                                                           | Khabibouline            | | Arbitrage : Paul Devorski, Dennis LaRue Brad Lazarowich, Jay Sharrers |
| 22 min           | Pénalités                                                                          | 16 min                  | | Arbitrage : Paul Devorski, Dennis LaRue Brad Lazarowich, Jay Sharrers |
| 21               | Tirs                                                                               | 30                      | | Arbitrage : Paul Devorski, Dennis LaRue Brad Lazarowich, Jay Sharrers |

| 11 mai | Chicago | 7-5 | Vancouver | United Center 22 687 spectateurs |

| Feuille de match | Feuille de match | Feuille de match                                | Feuille de match | Feuille de match                                                |
| ---------------- | --- | ----------------------------------------------- | --- | --------------------------------------------------------------- |
|                  | - Kane (Toews) — 13 min 13 s Versteeg (Seabrook, Byfuglien) — 23 min 54 s (SN) Toews (Havlát, Barker) — 30 min 17 s (SN) - Burish (Sharp) — 45 min 41 s - Kane (Brouwer, Campbell) — 53 min Toews (Havlát, Campbell) — 53 min 49 s (SN) Kane — 56 min 17 s | 0-1 1-1 2-1 3-1 3-2 3-3 3-4 4-4 4-5 5-5 6-5 7-5 | Raymond (Sundin, Öhlund) — 11 min 13 s - D. Sedin (Wellwood, Bieksa) — 31 min 9 s O'Brien (Bieksa, Rypien) — 34 min 49 s Sundin (Öhlund, Edler) — 43 min 43 s - D. Sedin (Salo, H. Sedin) — 52 min 15 s (SN) - - | Arbitrage : Leggo, Dan O’Halloran Lonnie Cameron, Greg Devorski |
| Khabibouline     | Gardiens | Luongo                                          | | Arbitrage : Leggo, Dan O’Halloran Lonnie Cameron, Greg Devorski |
| 10 min           | Pénalités | 8 min                                           | | Arbitrage : Leggo, Dan O’Halloran Lonnie Cameron, Greg Devorski |
| 30               | Tirs | 38                                              | | Arbitrage : Leggo, Dan O’Halloran Lonnie Cameron, Greg Devorski |

## Finales d'association

### Pittsburgh contre Caroline
| 18 mai | Pittsburgh | 3-2 (2-0, 0-1, 1-1) | Caroline | Mellon Arena 17 132 spectateurs |

| Feuille de match | Feuille de match                                                                                                  | Feuille de match    | Feuille de match                                                                       | Feuille de match                                                  |
| ---------------- | --- | ------------------- | -------------------------------------------------------------------------------------- | ----------------------------------------------------------------- |
|                  | Šatan (Cooke, Gill) — 9 min 17 s Malkine (Boucher) — 10 min 41 s - Boucher (Crosby, Malkine) — 51 min 33 s (SN) - | 1–0 2–0 2–1 3–1 3–2 | - Larose (Cole, Cullen) — 13 min 4 s - Corvo (Whitney, Brind'Amour) — 58 min 34 s (SN) | Arbitrage : Dave Jackson, Dan O'Halloran Steve Miller, Jean Morin |
| Fleury           | Gardiens | Ward                |                                                                                        | Arbitrage : Dave Jackson, Dan O'Halloran Steve Miller, Jean Morin |
| 4 min            | Pénalités | 6 min               |                                                                                        | Arbitrage : Dave Jackson, Dan O'Halloran Steve Miller, Jean Morin |
| 31               | Tirs | 25                  |                                                                                        | Arbitrage : Dave Jackson, Dan O'Halloran Steve Miller, Jean Morin |

| 21 mai | Pittsburgh | 7-4 (2-3, 2-0, 3-1) | Caroline | Mellon Arena 17 132 spectateurs |

| Feuille de match | Feuille de match | Feuille de match                            | Feuille de match | Feuille de match                                                        |
| ---------------- | --- | ------------------------------------------- | --- | ----------------------------------------------------------------------- |
|                  | Crosby (Kunitz, Guerin) — 1 min 51 s - Malkine (Kennedy, Cooke) — 8 min 15 s - Talbot (Malkine, Crosby) — 23 min 11 s Kunitz (Guerin, Eaton) — 39 min 52 s - Malkine (Kunitz, Cooke) — 48 min 50 s Malkine — 52 min 25 s | 1–0 1–1 2–1 2–2 2–3 3–3 4–3 4–4 5–4 6–4 7–4 | - Larose (Whitney, E. Stall) — 3 min 7 s - Jokinen (Walker, Brind'Amour) — 8 min 40 s Seidenberg — 12 min 10 s - Eaves (Bayda, Dwyer) — 42 min 35 s - | Arbitrage : Marc Joannette, Kevin Pollock Brad Lazarowich, Jay Sharrers |
| Fleury           | Gardiens | Ward                                        | | Arbitrage : Marc Joannette, Kevin Pollock Brad Lazarowich, Jay Sharrers |
| 32 min           | Pénalités | 32 min                                      | | Arbitrage : Marc Joannette, Kevin Pollock Brad Lazarowich, Jay Sharrers |
| 42               | Tirs | 28                                          | | Arbitrage : Marc Joannette, Kevin Pollock Brad Lazarowich, Jay Sharrers |

| 23 mai | Caroline | 2-6 (1-3, 0-0, 1-3) | Pittsburgh | RBC Center 18 789 spectateurs |

| Feuille de match | Feuille de match                                                               | Feuille de match                | Feuille de match | Feuille de match                                                   |
| ---------------- | ------------------------------------------------------------------------------ | ------------------------------- | --- | ------------------------------------------------------------------ |
|                  | Cullen (Eaves, Walker) — 4 min 6 s - Samsonov (Cole, Pitkänen) — 41 min 58 s - | 1–0 1-1 1–2 1–3 2–3 2–4 2–5 2–6 | - Malkine (Crosby, Gonchar) — 6 min 50 s (SN) Crosby (Guerin, Kunitz) — 19 min 17 s Malkine (Adams, Gonchar) — 19 min 48 s - Fedotenko (Malkine) — 51 min 29 s Adams — 58 min 12 s Guerin (Kunitz, Fedotenko) — 58 min 52 s (SN) | Arbitrage : Eric Furlatt, Bill McCreary Greg Devorski, Shane Heyer |
| Ward             | Gardiens                                                                       | Fleury                          | | Arbitrage : Eric Furlatt, Bill McCreary Greg Devorski, Shane Heyer |
| 10 min           | Pénalités                                                                      | 8 min                           | | Arbitrage : Eric Furlatt, Bill McCreary Greg Devorski, Shane Heyer |
| 34               | Tirs                                                                           | 40                              | | Arbitrage : Eric Furlatt, Bill McCreary Greg Devorski, Shane Heyer |

| 26 mai | Caroline | 1-4 (1-2, 0-1, 0-1) | Pittsburgh | RBC Center 18 680 spectateurs |

| Feuille de match | Feuille de match                         | Feuille de match    | Feuille de match | Feuille de match                                                    |
| ---------------- | ---------------------------------------- | ------------------- | --- | ------------------------------------------------------------------- |
|                  | E. Staal (Cole, Samsonov) — 1 min 36 s - | 1–0 1–1 1–2 1–3 1–4 | - Fedotenko (Boucher, Talbot) — 8 min 21 s Talbot (Šatan) — 18 min 31 s Guerin (Crosby) — 32 min 10 s Adams (Crosby, Talbot) — 58 min 50 s | Arbitrage : Paul Devorski, Dennis LaRue Derek Amell, Pierre Racicot |
| Ward             | Gardiens                                 | Fleury              | | Arbitrage : Paul Devorski, Dennis LaRue Derek Amell, Pierre Racicot |
| 10 min           | Pénalités                                | 8 min               | | Arbitrage : Paul Devorski, Dennis LaRue Derek Amell, Pierre Racicot |
| 31               | Tirs                                     | 25                  | | Arbitrage : Paul Devorski, Dennis LaRue Derek Amell, Pierre Racicot |

### Détroit contre Chicago
| 17 mai | Détroit | 5-2 (1-1, 1-0, 3-1) | Chicago | Joe Louis Arena 20 066 spectateurs |

| Feuille de match | Feuille de match | Feuille de match            | Feuille de match                                                            | Feuille de match                                                   |
| ---------------- | --- | --------------------------- | --------------------------------------------------------------------------- | ------------------------------------------------------------------ |
|                  | - Cleary — 8 min 23 s Franzén — 36 min 38 s - Samuelsson (Lebda, Filppula) — 47 min 31 s Cleary (Franzén, Zetterberg) — 48 min 58 s Zetterberg (Franzén, Stuart) — 59 min 17 s (CV) | 0-1 1-1 2-1 2-2 3-2 4-2 5-2 | Burish — 5 min 25 s - Versteeg (Byfuglien, Seabrook) — 43 min 12 s (SN) - - | Arbitrage : Eric Furlatt, Bill McCreary Greg Devorski, Shane Heyer |
| Osgood           | Gardiens | Khabibouline                |                                                                             | Arbitrage : Eric Furlatt, Bill McCreary Greg Devorski, Shane Heyer |
| 6 min            | Pénalités | 12 min                      |                                                                             | Arbitrage : Eric Furlatt, Bill McCreary Greg Devorski, Shane Heyer |
| 43               | Tirs | 32                          |                                                                             | Arbitrage : Eric Furlatt, Bill McCreary Greg Devorski, Shane Heyer |

| 19 mai | Détroit | 3-2 (pr) (1-1, 1-0, 0-1, 1-0) | Chicago | Joe Louis Arena 20 066 spectateurs |

| Feuille de match | Feuille de match | Feuille de match    | Feuille de match                                                  | Feuille de match                                                    |
| ---------------- | --- | ------------------- | ----------------------------------------------------------------- | ------------------------------------------------------------------- |
|                  | - Rafalski (Lidström, Datsiouk) — 16 min 43 s (SN) Cleary (Versteeg, Campbell) — 34 min 6 s - Samuelsson (Filppula, Hudler) — 65 min 14 s | 0-1 1-1 2-1 2-2 3-2 | Toews (Havlát, Barker) — 12 min 49 s (SN) - Toews — 52 min 20 s - | Arbitrage : Paul Devorski, Dennis LaRue Derek Amell, Pierre Racicot |
| Osgood           | Gardiens | Khabibouline        |                                                                   | Arbitrage : Paul Devorski, Dennis LaRue Derek Amell, Pierre Racicot |
| 12 min           | Pénalités | 10 min              |                                                                   | Arbitrage : Paul Devorski, Dennis LaRue Derek Amell, Pierre Racicot |
| 38               | Tirs | 39                  |                                                                   | Arbitrage : Paul Devorski, Dennis LaRue Derek Amell, Pierre Racicot |

| 22 mai | Chicago | 4-3 (pr) (2-0, 1-3, 0-0, 1-0) | Détroit | United Center 22 678 spectateurs |

| Feuille de match  | Feuille de match | Feuille de match            | Feuille de match | Feuille de match                                                  |
| ----------------- | --- | --------------------------- | --- | ----------------------------------------------------------------- |
|                   | Sharp (Seabrook, Bolland) — 8 min 45 s (SN) Ladd (Bolland, Havlát) — 9 min 50 s Påhlsson (Keith) — 20 min 45 s - Sharp (Walker, Barker) — 61 min 52 s | 1-0 2-0 3-0 3-1 3-2 3-3 4-3 | - Lidström (Hossa, Filppula) — 34 min 38 s Rafalski (Samuelsson, Cleary) — 37 min 12 s Ericsson (Stuart, Hossa) — 39 min - | Arbitrage : Dave Jackson, Dan O’Halloran Steve Miller, Jean Morin |
| Khabibouline Huet | Gardiens | Osgood                      | | Arbitrage : Dave Jackson, Dan O’Halloran Steve Miller, Jean Morin |
| 10 min            | Pénalités | 25 min                      | | Arbitrage : Dave Jackson, Dan O’Halloran Steve Miller, Jean Morin |
| 27                | Tirs | 30                          | | Arbitrage : Dave Jackson, Dan O’Halloran Steve Miller, Jean Morin |

| 24 mai | Chicago | 1-6 (0-2, 1-3, 0-1) | Détroit | United Center 22 663 spectateurs |

| Feuille de match | Feuille de match                              | Feuille de match            | Feuille de match | Feuille de match                                                        |
| ---------------- | --------------------------------------------- | --------------------------- | --- | ----------------------------------------------------------------------- |
|                  | - Toews (Barker, Kane) — 23 min 53 s (SN) - - | 0-1 0-2 0-3 1-3 1-4 1-5 1-6 | Hossa (Filppula) — 8 min 41 s (IN) Franzén — 19 min 39 s Filppula (Hossa, Rafalski) — 21 min 13 s (SN) - Hossa (Filppula, Lebda) — 24 min 5 s Zetterberg (Rafalski, Kronwall) — 27 min 42 s (SN) Zetterberg (Rafalski, Kronwall) — 52 min 47 s (SN) | Arbitrage : Marc Joannette, Kevin Pollock Brad Lazarowich, Jay Sharrers |
| Huet             | Gardiens                                      | Osgood Conklin              | | Arbitrage : Marc Joannette, Kevin Pollock Brad Lazarowich, Jay Sharrers |
| 56 min           | Pénalités                                     | 14 min                      | | Arbitrage : Marc Joannette, Kevin Pollock Brad Lazarowich, Jay Sharrers |
| 28               | Tirs                                          | 33                          | | Arbitrage : Marc Joannette, Kevin Pollock Brad Lazarowich, Jay Sharrers |

| 27 mai | Détroit | 2-1 (pr) (0-0, 0-0, 1-1, 1-0) | Chicago | Joe Louis Arena 20 066 spectateurs |

| Feuille de match | Feuille de match                                                    | Feuille de match | Feuille de match                           | Feuille de match                                                   |
| ---------------- | ------------------------------------------------------------------- | ---------------- | ------------------------------------------ | ------------------------------------------------------------------ |
|                  | Cleary (Lebda) — 46 min 8 s - Helm (Holmström, Lebda) — 63 min 58 s | 1-0 1-1 2-1      | - Kane (Seabrook, Bolland) — 52 min 53 s - | Arbitrage : Eric Furlatt, Bill McCreary Greg Devorski, Shane Heyer |
| Huet             | Gardiens                                                            | Osgood           |                                            | Arbitrage : Eric Furlatt, Bill McCreary Greg Devorski, Shane Heyer |
| 8 min            | Pénalités                                                           | 18 min           |                                            | Arbitrage : Eric Furlatt, Bill McCreary Greg Devorski, Shane Heyer |
| 46               | Tirs                                                                | 31               |                                            | Arbitrage : Eric Furlatt, Bill McCreary Greg Devorski, Shane Heyer |

## Finale de Coupe Stanley

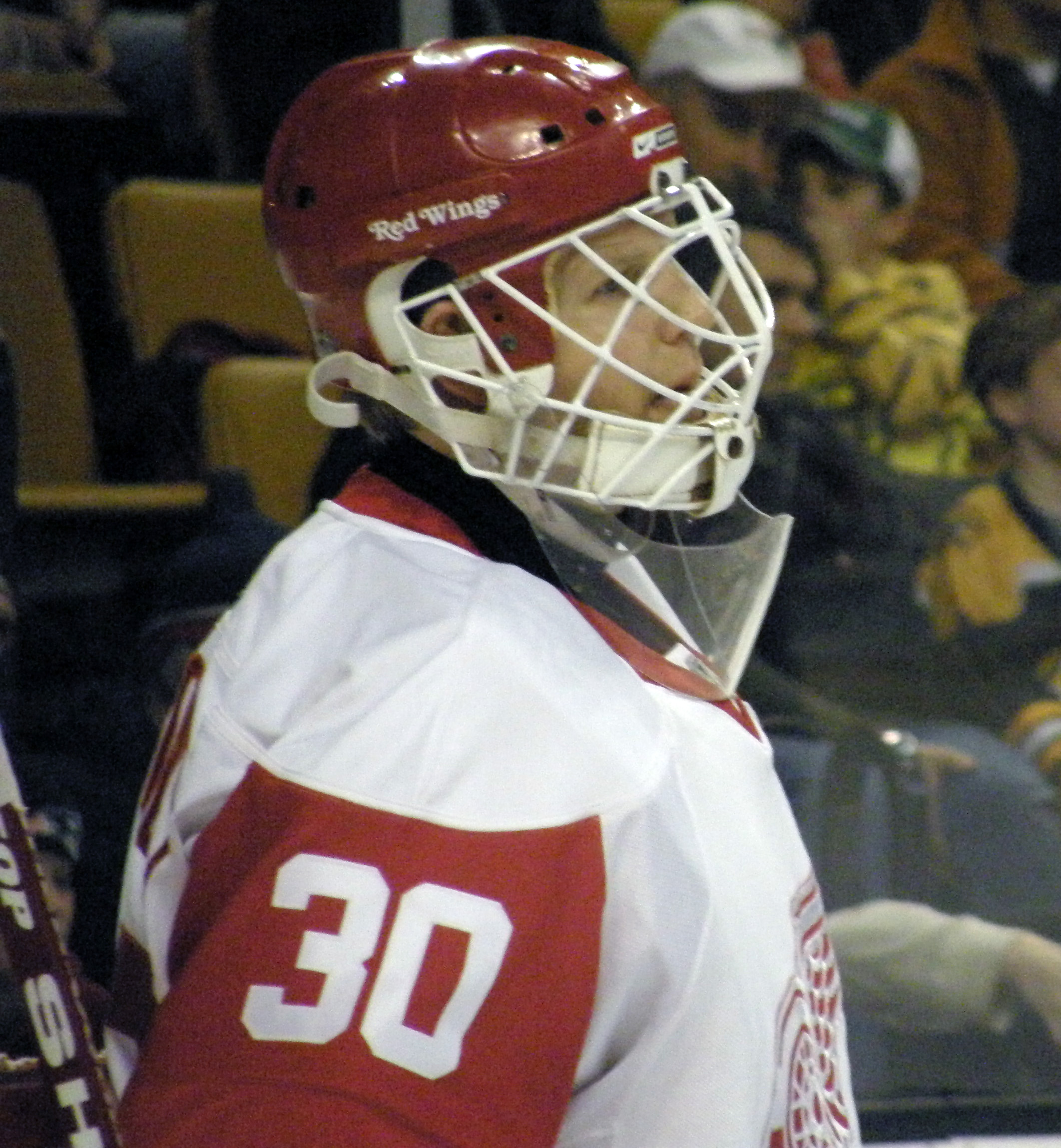
Chris Osgood meilleur joueur des deux premiers matchs de la finale.

Les Penguins arrivent ainsi pour une deuxième année consécutive en finale de la Coupe Stanley. Ils y retrouvent les mêmes adversaires que lors de la saison passée : les Red Wings de Détroit. Ces derniers, champions en titre, ont terminé la saison régulière à la troisième place au classement général derrière les Sharks de San José et les Bruins de Boston. En plus des joueurs champions 2008, comme Pavel Datsiouk, Henrik Zetterberg, Nicklas Lidström ou encore Chris Osgood dans les buts, l'équipe 2008-2009 de Détroit compte dans ses rangs une recrue de choix en la personne de Marián Hossa. Ce dernier espère que son choix de début de saison se révélera être le bon et remporter sa première Coupe Stanley contre ses anciens coéquipiers.
Après avoir éliminé tour à tour les franchises des Blue Jackets de Columbus, des Ducks d'Anaheim puis des Blackhawks de Chicago, les Red Wings abordent la finale de la Coupe en tant que hôtes des deux premiers matchs puis des cinquième et septième, le cas échéant. Il s'agit de la première fois depuis 1983 et 1984 que les deux mêmes équipes se retrouvent en finale deux années de suite. À l'époque, les Islanders de New York battent la première année les Oilers d'Edmonton mais la saison suivante, les Oilers guidés par Wayne Gretzky prennent leur revanche. Crosby et les siens espèrent bien s'inspirer de l'anecdote et de tourner la série à leur avantage mais la tâche semble difficile à l'issue du premier match.
Ted Lindsay et Gordie Howe, deux légendes de l'histoire des Red Wings, sont mis en avant par l'organisation du Michigan et effectuent symboliquement la première mise en jeu. Les joueurs locaux marquent en premier par un rebond curieux du palet le long de la balustrade. La rondelle lancée Brad Stuart le long de la bande, revient soudainement derrière Fleury, qui ne parvient pas à s'en emparer. Les Red Wings mènent ainsi 1-0 au bout d'une douzaine de minutes de jeu mais deux minutes avant la fin du tiers, les Penguins reviennent au score ; Fedotenko profite d'une frappe lourde de Malkine pour reprendre le rebond que laisse Osgood et égaliser la marque. Lors du deuxième tiers temps, les Penguins sont proches plus d'une fois de marquer un deuxième but mais Malkine puis Crosby sont stoppés par Osgood. Finalement, ce sont les joueurs de Détroit qui doublent la mise, juste avant la pause par un but de Johan Franzén qui profite d'une nouvelle erreur de Fleury et d'un cafouillage devant son enclave. Le jeune Justin Abdelkader remplace dans l'effectif Datsiouk blessé et s'illustre lors du début du dernier tiers-temps. Il récupère une passe de derrière les buts de Ville Leino et tire sur le poteau de Fleury. Abdelkader est tout de même le plus rapide à reprendre le palet et il inscrit le troisième but de son équipe. Le score en reste là et Osgood reçoit la première étoile du match pour son travail lors du deuxième tiers-temps et pour ses 30 arrêts du match,.

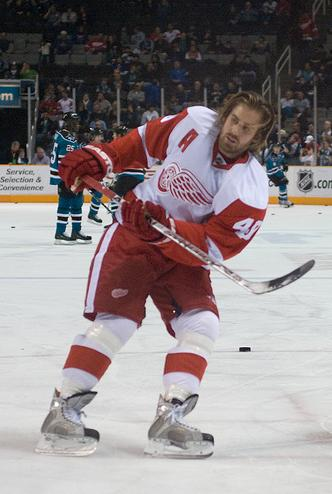
Zetterberg meilleur joueur des séries de 2007-2008.

Les Penguins ayant envie de montrer à tous qu'ils ont perdu le premier match en raison de rebonds malchanceux sont les premiers à ouvrir le score lors de la deuxième rencontre, jouée le lendemain du match précédent. Sur une supériorité numérique à la fin du premier tiers temps, les Penguins s'organisent pour mettre la pression sur Osgood. Finalement, sur une frappe de Malkine, le gardien de Détroit dégage mal la rondelle et Brad Stuart marque un but contre son camp. Dix minutes plus tard, en début de deuxième tiers, les Penguins sont contraints de faire un dégagement interdit. La même ligne des Penguins reste donc sur la glace alors que les Red Wings peuvent faire un changement de joueurs. Darren Helm remporte la mise au jeu et le palet arrive dans la crosse de Jonathan Ericsson qui trompe Marc-André Fleury d'un tir lointain. Six minutes plus tard, Malkine sort d'une pénalité mais il a tout juste le temps de revenir dans son camp que les joueurs de Détroit portent le danger devant les buts de Fleury. Valtteri Filppula profite d'un amas devant le but pour envoyer le palet au fond du filet et donner l'avantage aux siens. Une nouvelle fois Abdelkader assure la victoire des siens en inscrivant le troisième but de son équipe au même moment que lors du premier match. Entrant tout seul dans la zone de Pittsburgh, Abdelkader profite d'une défense assez légère pour tromper une nouvelle fois Fleury. Osgood continue d'assurer devant les buts des siens, réalise plus de trente arrêts dans le match et reçoit une nouvelle fois la première étoile de la rencontre. Les Red Wings mènent donc la série deux matchs à zéro à l'aube d'aller jouer à Pittsburgh. Dans l'histoire de la LNH, les équipes menant 2-0 lors de la finale de la Coupe Stanley l'ont remporté trente-deux fois sur trente-trois, seuls les Maple Leafs de Toronto ayant comblé un déficit de 3-0 pour remporter le titre en 1942.
Le troisième match de la série se joue le 2 juin dans la patinoire des Penguins et ce sont eux qui ouvrent le score au bout de quatre minutes de jeu : sur un pressing haut de Malkine sur Daniel Cleary derrière les buts d'Osgood, Talbot récupère le palet devant ce dernier et le glisse sur son côté. Les joueurs de Pittsburgh ne profitent que brièvement du but puisque moins de deux minutes plus tard Zetterberg égalise pour les Red Wings et cinq minutes plus tard c'est au tour de Franzén de tromper Fleury pour porter la marque à 2-1 pour les visiteurs. Avant que les deux équipes ne rentrent au vestiaire, Letang redonne l'espoir aux Penguins en marquant un but sur un tir puissant et lointain. Les deux équipes se neutralisent au cours du deuxième tiers temps même si les joueurs de Détroit sont les plus dangereux en réalisant quatorze tirs contre seulement quatre pour les Penguins. La tendance s'inverse au cours du dernier tiers-temps avec dix lancers pour Pittsburgh dont deux finissant au fond des filets d'Osgood. Au bout de dix minutes de jeu c'est d'abord Gontchar qui marque un but sur une supériorité numérique puis dans la dernière minute de jeu, Talbot inscrit son deuxième but de la soirée après qu'Osgood ait quitté la glace pour permettre à son équipe d'avoir un sixième joueur.
Abdelkader est remplacé dans le groupe de Détroit par Kris Draper pour le quatrième match ; Niklas Kronwall est pénalisé au début du match et sur la supériorité numérique les Penguins ouvrent le score. Letang tente un lancer qui passe à côté du but mais avant qu'Osgood ne puisse se retourner, Malkine reprend le rebond du palet et met ce dernier au fond du filet. Avant la fin du tiers, Darren Helm profite d'une passe de Scuderi devant son propre but pour tromper Fleury et égaliser le score ; dans la première minute du deuxième tiers-temps, Stuart porte le score de son équipe à 2-1 en effectuant un lancer puissant de la ligne bleue sur une passe de Zetterberg depuis derrière les buts de Fleury. Au milieu du deuxième tiers-temps, alors qu'Orpik est sur le banc des pénalisés, Staal récupère une passe de Talbot, se défait de Brian Rafalski et marque un but en infériorité numérique. Crosby et Malkine combinent pour le troisième but de Pittsburgh en partant ensemble en contre-attaque contre le seul Ericsson et Mike Babcock décide de prendre un temps mort pour reprendre son équipe en main. Au retour au jeu ce sont toujours les Penguins qui ont l'ascendant psychologique et Kennedy, Kunitz et Crosby font le pressing à trois sur la défense des Red Wings puis Kennedy récupère le palet. Il fait une passe rapide à Kunitz qui transmet immédiatement à Crosby, ce dernier retournant le palet sans contrôle à Kennedy qui inscrit le quatrième et dernier but des Penguins du match. Les deux équipes retournent ainsi à Détroit avec deux victoires chacune.
Lors du cinquième match, les Red Wings enregistrent le retour de leur joueur star Pavel Datsiouk, enfin remis d'une blessure au pied. Les Penguins débutent le match très énergiquement, dominant les cinq premières minutes, notamment via la ligne composée de Malkine, Fedotenko et Talbot. Malgré ce début tonitruant, les Red Wings se rallient à un Datsyuk ressuscité pour prendre l'avantage au milieu de la première période.  
Les qualités de patineur de Datsyuk permettent à Détroit d'inscrire le premier but de la rencontre, grâce à une passe en direction de Cleary pendant une action de transition à trois contre trois.
Cleary, utilisant de Brooks Orpik comme écran lance le palet au fond de la cage de Marc-André Fleury. En seconde période, les Penguins commencent à perdre leurs nerfs et sont pénalisés à cinq reprises. Détroit profite alors de l'indiscipline de leurs adversaires pour inscrire trois buts en supériorité numérique. Un quatrième but est également inscrit quelques secondes après la fin de la pénalité.
Après avoir encaissé un cinquième but, Fleury est retiré et remplacé par Mathieu Garon. Les Penguins commettrons encore deux fautes durant la seconde période, ce qui donnera une situation à cinq contre trois, mais les Red Wings ne parviendrons pas à marquer cette fois ci. La troisième période restera anecdotique, le score restant à 5-0 en faveur de Détroit jusqu'à la fin du match.
| 30 mai | Détroit | 3-1 (1-1, 1-0, 1-0) | Pittsburgh | Joe Louis Arena 20 066 spectateurs |

| Feuille de match | Feuille de match                                                                                    | Feuille de match | Feuille de match                      | Feuille de match                         |
| ---------------- | --------------------------------------------------------------------------------------------------- | ---------------- | ------------------------------------- | ---------------------------------------- |
|                  | Stuart — 13 min 38 s - Franzén (Rafalski, Zetterberg) — 39 min 2 s Abdelkader (Leino) — 42 min 46 s | 1–0 1-1 2–1 3–1  | - Fedotenko (Malkine) — 18 min 37 s - | Arbitrage : Devorski LaRue Amell Racicot |
| Osgood           | Gardiens                                                                                            | Fleury           |                                       | Arbitrage : Devorski LaRue Amell Racicot |
| 4 min            | Pénalités                                                                                           | 2 min            |                                       | Arbitrage : Devorski LaRue Amell Racicot |
| 30               | Tirs                                                                                                | 32               |                                       | Arbitrage : Devorski LaRue Amell Racicot |

| 31 mai | Détroit | 3-1 (0-1, 2-0, 1-0) | Pittsburgh | Joe Louis Arena 20 066 spectateurs |

| Feuille de match | Feuille de match | Feuille de match | Feuille de match                            | Feuille de match                            |
| ---------------- | --- | ---------------- | ------------------------------------------- | ------------------------------------------- |
|                  | - Ericsson (Hudler, Helm) — 24 min 21 s Filppula (Holmström, Hossa) — 30 min 29 s Abdelkader (Holmström, Hossa) — 42 min 47 s | 0–1 1–1 2–1 3–1  | Malkine (Letang, Guerin) — 16 min 50 s (SN) | Arbitrage : McCreary Joannette Morin Miller |
| Osgood           | Gardiens | Fleury           |                                             | Arbitrage : McCreary Joannette Morin Miller |
| 7 min            | Pénalités | 21 min           |                                             | Arbitrage : McCreary Joannette Morin Miller |
| 26               | Tirs | 33               |                                             | Arbitrage : McCreary Joannette Morin Miller |

| 2 juin | Pittsburgh | 4-2 (2-2, 0-0, 2-0) | Détroit | Mellon Arena 17 132 spectateurs |

| Feuille de match | Feuille de match | Feuille de match        | Feuille de match                                                                          | Feuille de match                         |
| ---------------- | --- | ----------------------- | ----------------------------------------------------------------------------------------- | ---------------------------------------- |
|                  | Talbot (Malkine, Letang) — 4 min 48 s - Letang (Malkine, Gonchar) — 15 min 57 s (SN) Gonchar (Malkine, Crosby) — 50 min 29 s (SN) Talbot (Fedotenko) — 59 min 3 s | 1–0 1-1 1–2 2–2 3–2 4–2 | - Zetterberg (Leino, Franzén) — 6 min 19 s Franzén (Zetterberg, Kronwall) — 11 min 33 s - | Arbitrage : Devorski LaRue Amell Racicot |
| Fleury           | Gardiens | Osgood                  |                                                                                           | Arbitrage : Devorski LaRue Amell Racicot |
| 4 min            | Pénalités | 6 min                   |                                                                                           | Arbitrage : Devorski LaRue Amell Racicot |
| 21               | Tirs | 29                      |                                                                                           | Arbitrage : Devorski LaRue Amell Racicot |

| 4 juin | Pittsburgh | 4-2 (1-1, 3-1, 0-0) | Détroit | Mellon Arena 17 132 spectateurs |

| Feuille de match | Feuille de match | Feuille de match        | Feuille de match                                                 | Feuille de match                            |
| ---------------- | --- | ----------------------- | ---------------------------------------------------------------- | ------------------------------------------- |
|                  | Malkine (Letang, Staal) — 2 min 39 s (SN) - Staal (Talbot, Eaton) — 28 min 35 s (IN) Crosby (Malkine) — 30 min 34 s Kennedy (Crosby, Kunitz) — 34 min 12 s | 1–0 1-1 1–2 2–2 3–2 4–2 | - Helm — 18 min 19 s Stuart (Zetterberg, Rafalski) — 20 min 46 s | Arbitrage : Joannette McCreary Miller Morin |
| Fleury           | Gardiens | Osgood                  |                                                                  | Arbitrage : Joannette McCreary Miller Morin |
| 8 min            | Pénalités | 8 min                   |                                                                  | Arbitrage : Joannette McCreary Miller Morin |
| 31               | Tirs | 39                      |                                                                  | Arbitrage : Joannette McCreary Miller Morin |

| 6 juin | Détroit | 5-0 (1-0, 4-0, 0-0) | Pittsburgh | Joe Louis Arena 20 066 spectateurs |

| Feuille de match | Feuille de match | Feuille de match    | Feuille de match | Feuille de match                         |
| ---------------- | --- | ------------------- | ---------------- | ---------------------------------------- |
|                  | Cleary (Datsiouk, Rafalski) — 13 min 32 s Filppula (Hossa, Osgood) — 21 min 44 s Kronwall (Franzén, Zetterberg) — 26 min 11 s (SN) Rafalski (Datsiouk, Lidström) — 28 min 26 s (SN) Zetterberg (Hudler, Samuelsson) — 35 min 40 s (SN) | 1–0 2-0 3–0 4–0 5–0 | -                | Arbitrage : Devorski LaRue Amell Racicot |
| Osgood           | Gardiens | Fleury - Garon      |                  | Arbitrage : Devorski LaRue Amell Racicot |
| 14 min           | Pénalités | 48 min              |                  | Arbitrage : Devorski LaRue Amell Racicot |
| 29               | Tirs | 22                  |                  | Arbitrage : Devorski LaRue Amell Racicot |

| 9 juin | Pittsburgh | 2-1 (0-0, 1-0, 1-1) | Détroit | Mellon Arena 17 132 spectateurs |

| Feuille de match | Feuille de match                                                                 | Feuille de match | Feuille de match                           | Feuille de match                            |
| ---------------- | -------------------------------------------------------------------------------- | ---------------- | ------------------------------------------ | ------------------------------------------- |
|                  | Staal (Kennedy, Scuderi) — 20 min 51 s Kennedy (Talbot, Fedotenko) — 45 min 35 s | 1–0 2-0 2–1      | - Draper (Ericsson, Lidström) — 48 min 1 s | Arbitrage : Joannette McCreary Miller Morin |
| Fleury           | Gardiens                                                                         | Osgood           |                                            | Arbitrage : Joannette McCreary Miller Morin |
| 4 min            | Pénalités                                                                        | 4 min            |                                            | Arbitrage : Joannette McCreary Miller Morin |
| 26               | Tirs                                                                             | 31               |                                            | Arbitrage : Joannette McCreary Miller Morin |

| 12 juin | Détroit | 1-2 (0-0, 0-2, 1-0) | Pittsburgh | Joe Louis Arena 20 066 spectateurs |

| Feuille de match | Feuille de match                            | Feuille de match | Feuille de match                                                     | Feuille de match                            |
| ---------------- | ------------------------------------------- | ---------------- | -------------------------------------------------------------------- | ------------------------------------------- |
|                  | - Ericsson (Lidström, Hudler) — 53 min 53 s | 0–1 0–2 1–2      | Talbot (Malkine) — 21 min 13 s Talbot (Kunitz, Scuderi) — 30 min 7 s | Arbitrage : McCreary Devorski Morin Racicot |
| Osgood           | Gardiens                                    | Fleury           |                                                                      | Arbitrage : McCreary Devorski Morin Racicot |
| 4 min            | Pénalités                                   | 6 min            |                                                                      | Arbitrage : McCreary Devorski Morin Racicot |
| 25               | Tirs                                        | 18               |                                                                      | Arbitrage : McCreary Devorski Morin Racicot |

## Noms inscrits sur la Coupe Stanley

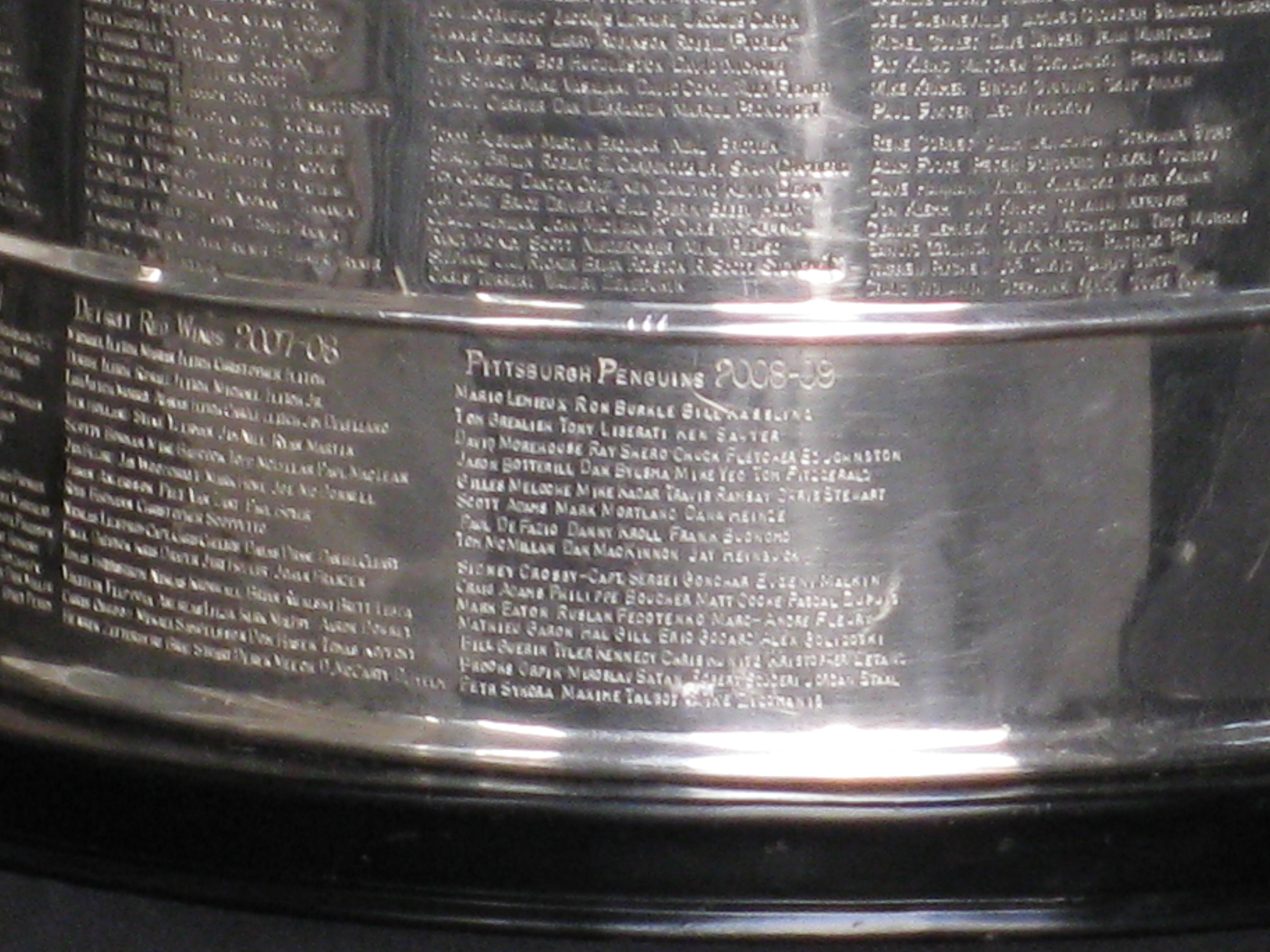
La Coupe Stanley et l'effectif des Penguins gravé.

La Ligue nationale de hockey autorise chaque équipe championne de la Coupe Stanley à inscrire un total de 52 personnes comprenant joueurs et dirigeants. Les personnes des Penguins inscrits sur la Coupe sont les suivants :
- Dirigeants :

Mario Lemieux, Ron Burkle, Bill Kassling, Tom Grealish, Tony Liberati, Ken Sawyer, David Morehouse, Ray Shero, Chuck Fletcher, Ed Johnston, Jason Botterill, Dan Bylsma, Mike Yeo, Tom Fitzgerald, Gilles Meloche, Mike Kadar, Travis Ramsay, Chris Stewart, Scott Adams, Mark Mortland, Dana Heinze, Paul DeFazio, Danny Kroll, Frank Buonomo, Tom McMillan, Dan MacKinnon, Jay Heinbuck
- Joueurs :

Sidney Crosby (capitaine), Sergei Gonchar, Evgeni Malkin, Craig Adams, Philippe Boucher, Matt Cooke, Pascal Dupuis, Mark Eaton, Ruslan Fedotenko, Marc-Andre Fleury, Mathieu Garon, Hal Gill, Eric Godard, Alex Goligoski, Bill Guerin, Tyler Kennedy, Chris Kunitz, Kristopher Letang, Brooks Orpik, Miroslav Satan, Robert Scuderi, Jordan Staal, Petr Sykora, Maxime Talbot, Mike Zigomanis

## Trophées
- Conn Smythe : Ievgueni Malkine (Penguins de Pittsburgh)
- Coupe Stanley : Penguins de Pittsburgh